# Lateinische Grammatik
Die lateinische Grammatik behandelt in systematischer Form Aufbau und Funktionsweise der lateinischen Sprache. Diese lässt sich dem italischen Zweig des Indogermanischen zuordnen; ihre Grammatik zeigt viele Ähnlichkeiten mit den anderen historisch bekannten Sprachen dieser Familie. Aus ihrer gesprochenen Form, dem sogenannten Vulgärlatein, haben sich die romanischen Sprachen entwickelt.
Latein ist, ebenso wie Altgriechisch, Sanskrit und andere indogermanische Sprachen, eine typische flektierende Sprache mit synthetischem Ausdruck grammatischer Information.
Verglichen mit der rekonstruierten Grammatik des Urindogermanischen lassen sich Prozesse erkennen, die meist als Vereinfachungen angesehen werden. Dies schlägt sich etwa in den einheitlichen Suffixen zur Bildung von Tempora und Kasus (Synkretismus) nieder, der Verringerung auf vier Verb- und fünf Substantivklassen oder der Reduktion von acht Kasus der Ursprache auf sechs im Lateinischen (Kategorienabbau). Die Begriffe, die sich zur Beschreibung und Diskussion der klassischen Sprachen einschließlich des Lateinischen historisch entwickelt haben, werden heute sowohl in der Linguistik als auch im allgemeinen Sprachgebrauch selbst für nicht-indogermanische Sprachen häufig verwendet.
Das hier vorgestellte System bezieht sich auf das „klassische“ Latein, eine normierte literarische Kunstsprache, die so im Wesentlichen nur im ersten Jahrhundert vor Christus von den zeitgenössischen römischen Autoren gebraucht wurde und heute im Lateinunterricht an den Schulen gelehrt wird.

## Wortbildung
Die Wortbildung im Lateinischen zeichnet sich vor allem durch Derivation aus, wobei sowohl Verbalwurzeln (Deverbativ) wie auch Nominalwurzeln (Denominativ) Ausgangspunkt von Ableitungen sein können. Es existiert eine große Zahl von Wortbildungssuffixen, mit denen neue Substantive und Adjektive gebildet werden können. Ebenso können auch Verben aus Nomina abgeleitet werden.
Ebenso wie im Deutschen kann auch im Lateinischen die Grundbedeutung von Verben wie auch Nomina durch eine Vielzahl von Präfixen variiert werden.
Mittels des Suffixes -sc- werden Verba Inchoativa gebildet.
Anders als im Altgriechischen und Sanskrit – oder auch dem Deutschen – sind dem Lateinischen Substantivkomposita fremd – ein Wesenszug, der in den romanischen Sprachen fortgesetzt wird. Im Mittellateinischen lassen sich allerdings einige Substantivkomposita wie virlupus („Mannwolf, Werwolf, Lykanthrop“) und Deushomo („Gottmensch“) finden.

## Wortarten
Die Wortarten oder -klassen der lateinischen Sprache lassen sich zunächst auf einer übergeordneten Ebene in flektierbare (veränderbare) und nicht flektierbare Wörter einteilen. Die flektierbaren Wörter der lateinischen Sprache lassen sich in deklinierbare Wörter bzw. Nomina (Substantive einschließlich Eigennamen, Pronomina, Adjektive, Zahlnennwörter) und konjugierbare Wörter (Verben) einteilen. Wie alle alten indogermanischen Sprachen besitzt auch das Lateinische eine reichhaltige Formenlehre, was mit einem entsprechend großen Lernaufwand verbunden ist.
Nicht flektierbare Wortklassen des Lateinischen sind:
- Adverbien
- Präpositionen (einschließlich Postpositionen)
- Konjunktionen (einschließlich Subjunktionen)
- Interjektionen

Anders als das Deutsche und ebenso wie die meisten slawischen Sprachen kennt das Lateinische weder bestimmte noch unbestimmte Artikel. (Im Mittellatein tauchten auch Artikel auf, siehe hierzu den Artikel Mittellatein#Syntax.)

## Die Flexion im Lateinischen
Die Unterscheidung der grammatischen Funktionen bzw. Kategorien im Rahmen der Flexion (Deklination und Konjugation) kann im Lateinischen auf verschiedene Arten erfolgen:
- Suffigierung
- Veränderung des Wortstamms
- Reduplikation (nur Konjugation)

Anders als Suffixe sind Präfixe im Lateinischen keine grammatischen Morpheme, sondern sie dienen allein der Wortbildung. Das Lateinische unterscheidet sich hierin von manchen anderen indogermanischen Sprachen, in denen auch Präfixe als grammatische Bildungsmorpheme fungieren können (z. B. die Augmentierung im Altgriechischen oder das Präfix ge- bei der Bildung des Partizip Perfekt der Verben im Deutschen).
Die Suffigierung ist die bei weitem gebräuchlichste Form der Flexion. Sie überwiegt bei der Konjugation und ist das fast ausschließliche Mittel der Deklination. Jedes Suffix kann, wie in flektierenden Sprachen üblich, stets gleichzeitig mehrere grammatische Kategorien bezeichnen (z. B. das Suffix -arum: Plural und Genitiv). Es können mehrere diskrete Suffixe hintereinander treten. Die Suffixe werden an den Wortstamm bzw. andere Suffixe angefügt.
Die Veränderung des Wortstamms oder gar der Wurzel selbst (sogenannte Wurzelflexion) ist ein von der indogermanischen Protosprache ererbtes Merkmal, das beispielsweise auch noch im Deutschen starke Verwendung findet (insbesondere als Ablaut bei den starken Verben). Der ursprüngliche urindogermanische Ablaut ist im Lateinischen allerdings nur noch in Resten erhalten. Ein Beispiel ist der Wechsel des Stammauslauts -o- der zweiten Deklination zu -e im Vokativ Singular (Brutus zu Brute), wobei es sich um einen aus der indogermanischen Ursprache ererbten e-Ablaut handelt (siehe Vokativbildung in den indogermanischen Sprachen). Ansonsten hin und wieder auftretende Veränderungen des Stammauslauts (z. B. vetus – veteris [„alt“] mit dem Lautwandel von u zu e) sind rein phonologische Erscheinungen und grammatisch bedeutungslos. Eine Wurzelflexion findet im Lateinischen vor allem bei der Bildung des Perfektstamms statt (siehe unten). Darüber hinaus bietet die Konjugation der Kopula esse („sein“) im Lateinischen noch ein gutes Beispiel für die Weiterführung der indogermanischen Wurzelflexion (siehe Urindogermanische Kopula und Deklinationstabelle von esse).

## Substantive

### Kategorien der Deklination
Am Substantiv werden die folgenden grammatischen Kategorien unterschieden:
- Genus (grammatisches Geschlecht): Maskulinum, Femininum, Neutrum
- Numerus (Zahl): Singular, Plural
- Kasus (Fall): Nominativ, Genitiv, Dativ, Akkusativ, Vokativ, Ablativ, Lokativ

Wenn von der KNG-Kongruenz die Rede ist, stimmen zwei Vokabeln im Kasus, Numerus und Genus überein.

### Genus (Geschlecht)
Wie die meisten alten indogermanischen Sprachen und auch das Deutsche kennt die lateinische Sprache drei grammatische Geschlechter.
Bei Personenbezeichnungen folgt das grammatische dem natürlichen Geschlecht:
- Maskulina: agricola „Landmann, Bauer“, vir „Mann“, dominus „Herr“, Marcus, Gaius, Gnaeus (männliche Eigennamen)
- Feminina: virgo „Jungfrau“, femina „Frau“, domina „Herrin“, Maria, Lucretia, Hortensia (weibliche Eigennamen)

Lateinische Neutra zeigen die für das Indogermanische typische (und auch im Deutschen erhaltene) Besonderheit, dass die Nominativ- und Akkusativformen sowohl im Singular als auch im Plural übereinstimmen. Außer für alle substantivischen Neutra gilt das auch für die (vorhandenen) Neutrum-Formen aller Adjektive, Partizipien, Pronomina und Numeralia.

### Numerus (Zahl)
An Numeri werden wie im Deutschen Singular und Plural unterschieden. In einigen wenigen Wörtern sind darüber hinaus noch Reste alter Dualformen erkennbar, welche durch die Endung -o gekennzeichnet werden, z. B. duo „zwei“, ambō „beide“.

### Kasus (Fälle)
Das Lateinische kennt fünf ausgeprägte Kasus: Nominativ, Genitiv, Dativ, Akkusativ und Ablativ. Hinzu kommt der Vokativ, der jedoch bei rein lateinischen Wörtern nur bei einer einzigen Substantivklasse (2. Deklination) im Singular Maskulinum eine eigene Form hat, sonst ist er stets gleich dem jeweiligen Nominativ. Bei Städtenamen, einigen Wörtern (rus, domus, tempus, humus) sowie einigen erstarrten Adverbien erscheinen überdies Reste des Lokativs.
Oft sind mehrere Kasus formgleich.

#### Nominativ
Im Nominativ ist das Subjekt eines Satzes anzugeben.
Im Nominativ Plural hat das Lateinische die indogermanischen Nominativendungen -s bzw. -es bewahrt. Nur bei a/o/e-Stämmen wurden die Formen des Pronomens übernommen (beispielsweise illi „jene“, Nom. Pl. Mask. – domini „Herren“, Nom. Pl. Mask.; illae „jene“, Nom. Pl. Fem. – dominae „Herrinnen“, Nom. Pl. Fem.).
Ansonsten steht im Plural meist die Endung -es, die mit vorausgehendem Vokal verschmilzt (beispielsweise portus, turres, plebes); Neutra haben immer die Endung -a (z. B.: maria, capita).

#### Genitiv
Der Genitiv gibt den Besitz oder die Beziehung zu einem anderen Wort an. Er kann im Lateinischen sowohl attributiv als auch prädikativ verwendet werden.
Der Genitiv hat die Endungen -i (wird bei den a-Stämmen orthographisch als ae realisiert, die klassische Aussprache ist ai) bzw. -is im Singular, -rum bzw. -um im Plural (z. B.: dominae – dominarum; domini – dominorum; rei – rerum; portus – portuum; turris – turri-um; plebis – plebium; capitis – capitum).
Die ursprüngliche indogermanische Genitiv-Singular-Endung war -os, das Lateinische hat dagegen die ablautige Form -is (entwickelt aus -es); auch bei den a-Stämmen stand ursprünglich -as – diese Endung ist jedoch nur bei Wendungen wie pater familias erhalten geblieben. Im Plural hat das Lateinische die Endung -um (von -om). Die a/o-Stämme haben im Plural die Endungen der Pronomen übernommen (beispielsweise illorum „von jenen“, Gen. Pl. Mask. – dominorum „der Herren“, Gen. Pl. Mask.).
Der Genitiv kann in folgenden Kasus-Funktionen auftreten:
| Konstruktion | Lateinisches Beispiel       | Übersetzung                                                    |
| --- | --------------------------- | -------------------------------------------------------------- |
| Genitivus subjectivus | amor patris                 | die Liebe des Vaters                                           |
| Genitivus objectivus | amor patris                 | die Liebe zum Vater                                            |
| Genitivus possessivus (Genitiv des Besitzes)                                                                                          | domus patris                | das Haus des Vaters                                            |
| Genitivus possessivus (Genitiv des Besitzes)                                                                                          | Domus patris est.           | Das Haus gehört dem Vater. (prädikative Verwendung)            |
| Genitivus qualitatis (Genitiv der Eigenschaft, der Beschaffenheit)                                                                    | puer novem annorum          | ein neunjähriger Junge                                         |
| Genitivus qualitatis (Genitiv der Eigenschaft, der Beschaffenheit)                                                                    | Amicus erat corporis parvi. | Der Freund war von kleinem Körperbau. (prädikative Verwendung) |
| Genitivus pretii (Genitiv der Wert- oder Preisangabe)                                                                                 | aestimare parvi             | für wenig wertvoll halten                                      |
| Genitivus partitivus (totius) (Genitiv des Teils bzw. des geteilten Ganzen)                                                           | multum laboris              | viel Mühe                                                      |
| Genitivus explicativus (Genitiv zur näheren Bestimmung eines allgemeinen Begriffs)                                                    | verbum libertatis           | das Wort „Freiheit“                                            |
| Genitivobjekt (bei Verben des Gedenkens und Vergessens, der gerichtlichen Handlung und bei unpersönlichen Verben der Gefühlsäußerung) | noli oblivisci mei          | Vergiss mich nicht! (wörtl.: Wolle meiner nicht vergessen!)    |
| Genitivobjekt (bei Verben des Gedenkens und Vergessens, der gerichtlichen Handlung und bei unpersönlichen Verben der Gefühlsäußerung) | aliquem stultitiae arguere  | jemanden der Dummheit beschuldigen                             |
| Genitivobjekt (bei Verben des Gedenkens und Vergessens, der gerichtlichen Handlung und bei unpersönlichen Verben der Gefühlsäußerung) | me taedet istius sermonis   | mich ekelt dieses Geschwätz an                                 |
| Genitiv in Abhängigkeit von einigen Adjektiven („begierig, kundig, eingedenk, teilhaftig, mächtig, voll“ und bei deren Gegenteilen)   | cupidus contionis           | streitsüchtig                                                  |
| Genitiv in Abhängigkeit von einigen Adjektiven („begierig, kundig, eingedenk, teilhaftig, mächtig, voll“ und bei deren Gegenteilen)   | ignarus linguae Latinae     | ohne Lateinkenntnisse                                          |
| Genitiv in Abhängigkeit von einigen Adjektiven („begierig, kundig, eingedenk, teilhaftig, mächtig, voll“ und bei deren Gegenteilen)   | expers rationis             | ohne Vernunft                                                  |

#### Dativ
Der Dativ kommt als Richtung oder Empfänger im Dativobjekt (indirektes Objekt) vor. Er ist im Singular meist durch die Endung -i (z. B. rei, portui, turri, plebi, capiti), bei den a/o-Stämmen durch -ae (z. B. dominae) bzw. -o (z. B. domino) gekennzeichnet.
Im Plural steht bei den a/o-Stämmen -is, sonst -(i)bus (z. B. dominis, rebus, portibus, turribus, plebibus, capitibus). Da jedoch beispielsweise dominis sowohl der Dativ von dominus als auch der von domina sein kann, findet sich in diesen und ähnlichen Fällen gelegentlich die Endung -abus für die a-Stämme (beispielsweise deis deabusque „den Göttern und Göttinnen“). u-Stämme hatten ursprünglich die Endung -ubus, die unter anderem bei arcubus, artubus, tribubus erhalten ist.
Im Dativ Singular steht lateinisch -i, entstanden aus -*ei; bei den o-Stämmen wurde altlateinisch -oi zu -o. Im Plural steht lateinisch -bus, entstanden aus -*bhjos.

#### Akkusativ
Der Akkusativ kommt als Objekt eines Verbs (direktes Objekt) oder mit Akkusativ verlangender Präposition vor. Er steht als Kasus der Richtung nach den meisten Präpositionen und bildet auch frei stehende Richtungsangaben (z. B. Romam proficisci „nach Rom aufbrechen“).
Der Akkusativ hat meist die Endung -m (beispielsweise dominam, dominum, rem, portum, turrim, plebem); im Plural hat er die Endung -s mit Längung (z. B. dominas, dominos, res, portus, turris, plebes). i-Stämme haben in späterer Zeit auch den Akkusativ Plural -es. Bei allen Neutra ist er in Singular und Plural stets gleich dem jeweiligen Nominativ.
Das Lateinische hat die indogermanischen Akkusativendungen -m und -s unverändert bewahrt.

#### Ablativ
Im lateinischen Ablativ sind durch Kasussynkretismus mehrere ältere Kasus zusammengefallen: Ablativ, Instrumental, Lokativ. Entsprechend vielfältig sind die Funktionen, die der Ablativ im Lateinischen erfüllt. Um Verwechslungen zu vermeiden, werden mehr Präpositionen verwendet, vor allem zum Ausdruck des Lokativs. Der Ablativ kommt als adverbiale Bestimmung alleine oder mit einer den Ablativ verlangenden Präposition vor. Er hat die drei Grundfunktionen Tatmittel, Begleitung und Trennung.
Der ursprüngliche Ablativ bezeichnet eine Bewegung im Raum oder in der Zeit weg von dem entsprechenden Substantiv, z. B.: a Romā „von Rom (weg)“, ab urbe conditā „seit der Gründung der Stadt (Rom)“. Der Ablativ als Instrumental bezeichnet den Gebrauch eines Gegenstands, z. B.: gladiō pugnare „mit dem Schwert kämpfen“. Der Ablativ als Lokativ bezeichnet einen Ort im Raum oder in der Zeit, z. B.: eo loco „an diesem Ort“, eo tempore „zu dieser Zeit“. Bei Verben des geschäftlichen Verkehrs steht der Ablativus pretii: denario „um einen Denar“.
Im Singular endet er auf den gelängten Stammvokal, die konsonantischen Stämme haben -e (z. B.: domina, domino, re, portu, turri, plebe, cápite). Im Plural sind seine Formen immer gleichlautend mit den Formen des jeweiligen Dativs.
Im Altlateinischen war die gemeinsame Singularendung -d, zum Beispiel med „von mir“, lupod „vom Wolf“ und so weiter.; die Endung -e im Singular der konsonantischen Deklination ist jedoch ursprünglich die alte Lokativendung gewesen.

#### Vokativ
Unter dem Vokativ versteht man eine direkte Anrede an eine Person (Anredefall). Er ist nicht vom Prädikat abhängig und daher kein notwendiges Satzglied.
Bildung:

Da der Vokativ keine Beziehung zu anderen Satzgliedern aufweist, zeigt er ursprünglich keine Kasusendung. Im Lateinischen ist der Vokativ in fast allen Deklinationen formgleich mit dem Nominativ, ausgenommen ist unter anderem der Vokativ Singular von Substantiven und Adjektiven mit der Endung -us der o-Deklination, welche im Vokativ zu -e wird (Ablaut). Endet ein Substantiv im Nominativ auf -ius, so lautet die Endung im Vokativ -i.
Ferner wird meus „mein“ (mit maskulinem Substantiv) im Vokativ zu mi.
Beispiele:
- Quid fecit, senatores? – Was tat er, Senatoren?
- Et tu, mi fili Brute? – Auch du, mein Sohn Brutus?
- Quo vadis, Marce? – Wohin gehst du, Marcus?
- Quid facis, mi fili? – Was machst du, mein Sohn?

Ausnahmen:
Der Vokativ von deus („Gott“) wird klassisch ersetzt durch dive (Vokativ von divus „göttlich“). Weil so römische – also heidnische – Götter bezeichnet wurden, lautet der Vokativ von Deus (Gott im jüdisch-christlichen Sinn) nicht so, sondern meistens wie der Nominativ.
Den auf -i endenden Vokativ der Wörter auf -ius findet man auch bei -eius, -aius und -aeus: Pompei, Gai, Gnaei.
Die nach der a-Deklination gebeugten griechischen Wörter auf -as wie Aeneas bilden den Vokativ auf -a, die auf -es wie Anchises, dynastes und die auf -e wie Andromede bilden den Vokativ auf -e: Aenea, Anchise, dynaste, Andromede. Diese Wörter haben aber auch oft „normale“ lateinische Nebenformen wie Andromeda zu Andromede und Anchisa zu Anchises.
Hercules wird angerufen mit Hercules, Hercule oder Hercle, Jesus mit Jesu.

#### Lokativ
Der Lokativ gibt den Ort eines Geschehens an. Außer bei einigen Ortsnamen und wenigen anderen Wörtern (z. B. Romae „in Rom“, Deli „auf Delos“, domi „zu Hause“) wird er durch den Ablativ des Ortes ersetzt. Da der Lokativ formgleich mit dem Genitiv ist, lässt er sich jedoch gut vom Ablativ des Ortes unterscheiden.
Beispiele bei Städtenamen:
| Deklinationsklasse, Numerus, Genus  | Nominativus             | Lokativus                   |
| ----------------------------------- | ----------------------- | --------------------------- |
| 1. Deklination, Singular, Femininum | Roma Sinopa und Sinope  | Romae Sinopae               |
| 1. Deklination, Plural, Femininum   | Athenae                 | Athenis                     |
| 2. Deklination, Singular, Femininum | Corinthus und Corinthos | Corinthi                    |
| 2. Deklination, Singular, Neutrum   | Londinium               | Londinii                    |
| 2. Deklination, Plural, Maskulinum  | Puteoli Delphi          | Puteolis Delphis            |
| 2. Deklination, Plural, Neutrum     | Hierosolyma             | Hierosolymis                |
| 3. Deklination, Singular, Femininum | Carthago                | Carthagine, auch Carthagini |
| 3. Deklination, Singular, Femininum | Neapolis                | Neapoli                     |
| 3. Deklination, Plural, Femininum   | Gades und Gadis Andes   | Gadibus Andibus             |

Der altlateinische Lokativ lautete Romai und Deloi. Er existierte auch in anderen Stammklassen. Reste des alten Lokativs sind darüber hinaus in zu Adverbien erstarrten Wörtern wie ibi („dort“) erhalten.

### Deklinationen (Klassen/Stämme)
Die Substantiva werden nach den fünf verschiedenen hauptsächlichen Mustern ihrer Beugung (Deklination) in fünf sogenannte Deklinationen eingeteilt. Diese werden traditionell entweder durchnummeriert (1., 2., 3. Deklination usw.) oder auch nach dem (ursprünglichen) Stammauslaut benannt, der jedoch im klassischen Latein mit der früheren Endung verschmolzen ist. Man bezeichnet daher zum Beispiel die erste Deklination auch als a-Deklination oder spricht von den „a-Stämmen“.
In mehr als einer Hinsicht eine Ausnahme bildet die 3. Deklinationsklasse, in der frühere konsonantische Stämme und i-Stämme zusammengefallen sind, wobei sich generell feststellen lässt, dass im Laufe der Zeit bei den Substantiven die Konsonantstämme immer häufiger werden.

#### Überblick
| Deklination | 1. Deklination              | 2. Deklination            | 3. Deklination                    | 3. Deklination             | 3. Deklination            | 4. Deklination             | 5. Deklination          |
| Stamm       | a-Deklination               | o-Deklination             | Konsonantische Deklination        | Misch-Stämme               | i-Stämme                  | u-Deklination              | e-Deklination           |
| ----------- | --------------------------- | ------------------------- | --------------------------------- | -------------------------- | ------------------------- | -------------------------- | ----------------------- |
| Beispiel    | domina, -ae f. „die Herrin“ | dominus, -i m. „der Herr“ | mercator, -oris m. „der Kaufmann“ | navis, -is f. „das Schiff“ | turris, -is f. „der Turm“ | portus, -us m. „der Hafen“ | res, rei f. „die Sache“ |
| Singular    |                             |                           |                                   |                            |                           |                            |                         |
| Nominativ   | domina                      | dominus ∗                 | mercātor                          | nāvis                      | turris                    | portus                     | rēs                     |
| Genitiv     | dominae                     | dominī                    | mercātōris                        | nāvis                      | turris                    | portūs                     | reī ∗∗                  |
| Dativ       | dominae                     | dominō                    | mercātōrī                         | nāvī                       | turrī                     | portuī                     | reī ∗∗                  |
| Akkusativ   | dominam                     | dominum                   | mercātōrem                        | nāvem                      | turrim                    | portum                     | rem                     |
| Ablativ     | dominā                      | dominō                    | mercātōre                         | nāve                       | turrī                     | portū                      | rē                      |
| Plural      |                             |                           |                                   |                            |                           |                            |                         |
| Nominativ   | dominae                     | dominī                    | mercātōrēs                        | nāvēs                      | turrēs                    | portūs                     | rēs                     |
| Genitiv     | dominārum                   | dominōrum                 | mercātōrum                        | nāvium                     | turrium                   | portuum                    | rērum                   |
| Dativ       | dominīs                     | dominīs                   | mercātōribus                      | nāvibus                    | turribus                  | portibus                   | rēbus                   |
| Akkusativ   | dominās                     | dominōs                   | mercātōrēs                        | nāvēs (navīs)              | turrīs                    | portūs                     | rēs                     |
| Ablativ     | dominīs                     | dominīs                   | mercātōribus                      | nāvibus                    | turribus                  | portibus                   | rēbus                   |

Für regelmäßige Neutra gelten folgende Abweichungen:
| Deklination          | o-Deklination          | konsonantisch      | i-Deklination     | u-Deklination      |
| Singular             | Singular               | Singular           | Singular          | Singular           |
| -------------------- | ---------------------- | ------------------ | ----------------- | ------------------ |
| Nominativ/ Akkusativ | dōnum („das Geschenk“) | os („der Knochen“) | mare („das Meer“) | cornū („das Horn“) |
| Dativ                |                        |                    |                   | cornū              |
| Plural               |                        |                    |                   |                    |
| Nominativ/ Akkusativ | dōna                   | ossa               | maria             | cornua             |

Substantive der sogenannten Mischdeklination haben die gleichen Formen wie die der i-Deklination, im Akkusativ und Ablativ jedoch haben sie die gleichen Endungen wie die der konsonantischen Deklination. Die weitaus meisten Substantive mit der Nominativ-Singular-Endung -is gehören der gemischten Deklination an.
Die obenstehenden Deklinationsmuster gelten zwar für die überwiegende Mehrzahl der lateinischen Substantive, dennoch gibt es zahlreiche Sonderfälle und Ausnahmen. Die häufigsten Unregelmäßigkeiten entstehen durch folgende Phänomene:
- besondere Schreibweise (beispielsweise rex „König“ statt *regs lux „Licht“ statt *lucs)
- Ablaut (z. B.: homo – hominis „Mensch“; caput – capitis „Kopf“)
- Ausfall d und t vor s oder nach Konsonant am Wortende, wie zum Beispiel bei laus – laudis „Lob“; sors – sortis „Schicksal“; cor – cordis „Herz“; lac – lactis „Milch“
- Ausfall von n im Nominativ bei Maskulina und Femina (beispielsweise sanguis – sanguinis „Blut“; ordo – ordinis „Ordnung“)
- Rhotazismus (Umwandlung von s in r, z. B.: corpus – corporis „Körper“; honos – honoris „Ehre“; ius – iuris „Recht“)
- Umwandlung von e/o und i/u (beispielsweise miles – militis „Soldat“; cinis – cineris „Asche“; mare – maris „Meer“; robur – roboris „Kraft“)
- s im Nominativ Singular nach m (wegen Ausfall des p, z. B. hiems – hiemis „Winter“).

#### Erste Deklination (a-Deklination)
Die erste Deklination umfasst Feminina, die im Nominativ Singular auf -a enden, beispielsweise domina „Herrin“.
| Numerus   | Singular | Plural    |
| --------- | -------- | --------- |
| Nominativ | domina   | dominae   |
| Genitiv   | dominae  | dominarum |
| Dativ     | dominae  | dominis   |
| Akkusativ | dominam  | dominas   |
| Ablativ   | domina   | dominis   |

Besonderheiten:
- Männliche Personen sind stets maskulin. Beispiel: agricola „Bauer“.
- Einige griechische Lehnwörter haben die Nominativendung -ās, zum Beispiel Aeneas (Vokativ ist hier Aenea und der Akkusativ auch Aenean), -ēs, zum Beispiel cometes, oder -ē, zum Beispiel Andromede.
- In einigen Wörtern haben sich archaische Endungen erhalten, so -as im Genitiv Singular bei pater familias „Familienvater“ und -abus im Dativ und Ablativ Plural deabus „den Göttinnen“.

#### Zweite Deklination (o-Deklination)
Die zweite Deklination enthält maskuline, feminine und neutrale Substantive, zum Beispiel das Maskulinum dominus „Herr“, das Femininum mālus „Apfelbaum“ und das Neutrumtemplum „Tempel“.
| Numerus   | Singular | Plural    |
| --------- | -------- | --------- |
| Nominativ | dominus  | domini    |
| Genitiv   | domini   | dominorum |
| Dativ     | domino   | dominis   |
| Akkusativ | dominum  | dominos   |
| Ablativ   | domino   | dominis   |
| Vokativ   | domine   | domini    |

| Numerus   | Singular | Plural    |
| --------- | -------- | --------- |
| Nominativ | templum  | templa    |
| Genitiv   | templi   | templorum |
| Dativ     | templo   | templis   |
| Akkusativ | templum  | templa    |
| Ablativ   | templo   | templis   |

Im klassischen Latein ist vom o der o-Deklination nicht allzu viel erhalten geblieben: Erstens wurden -os und -om zu -us und -um, zweitens wurde der altlateinische Diphthong -oi zu -i gewandelt. Die Vokativendung -e ist der indogermanische Ablaut zum Stammvokal o.
Zur 2. Deklination gehören auch Substantive mit dem Nominativ Singular auf -(e)r, wie beispielsweise puer „Junge“ oder ager „Land, Acker“. Sie weichen nur im Nominativ und Vokativ Singular vom Normalschema ab. Einige dieser Substantive können bei der Deklination das -e- verlieren (es ist in diesem Fall ein Hilfsvokal), so z. B.: ager, welches im Akk. Sg. nur noch agr-um heißt:
| Numerus   | Singular | Plural   |
| --------- | -------- | -------- |
| Nominativ | puer     | pueri    |
| Genitiv   | pueri    | puerorum |
| Dativ     | puero    | pueris   |
| Akkusativ | puerum   | pueros   |
| Ablativ   | puero    | pueris   |

| Numerus   | Singular | Plural  |
| --------- | -------- | ------- |
| Nominativ | ager     | agri    |
| Genitiv   | agri     | agrorum |
| Dativ     | agro     | agris   |
| Akkusativ | agrum    | agros   |
| Ablativ   | agro     | agris   |

Besonderheiten:
- Substantive, die auf -ius enden, vor allem Eigennamen wie zum Beispiel Claudius, haben im Genitiv Singular -i statt -ii. Der Vokativ endet auf -i.
- Das Maskulinum locus „Ort“ bildet auch den Nominativ und Akkusativ Plural loca, also in der Art eines Neutrums.
- deus „Gott“ hat Nominativ und Vokativ Plural di, Dativ und Ablativ Plural dis, als Genitiv Plural gelegentlich deûm sowie mehrere andere Formen in verschiedenen Fällen.
- Die Endung Genitiv Plural -um bzw. mit Kontraktionszeichen (signum contractionis) -ûm taucht gelegentlich auf, so zum Beispiel triumvirum bzw. triumvirûm statt triumvirorum oder templa deum bzw. templa deûm statt templa deorum „die Tempel der Götter“.
- humus „Erde, Boden“, atomus „Atom“ und einige weitere Wörter sind Feminina; vulgus „Volk“ und virus „Gift“ sind Neutra.

#### Dritte Deklination (konsonantische, gemischte und i-Deklination)
In dieser Klasse werden die konsonantische Deklination, die i-Deklination sowie ein Mischtypus (Mischdeklination bzw. gemischte Deklination) aus beiden zusammengefasst. Die dritte Deklination ist eine sehr umfangreiche Deklination. Sie umfasst Substantive aller Genera. Im Gegensatz zur ersten und zweiten Deklination ist es fast nicht möglich, das Genus eines Wortes aus dessen Nominativform abzuleiten, da zu den häufig zu lesenden „Regeln“ die Zahl der Ausnahmen beträchtlich ist.
Eine Besonderheit ist außerdem, dass bei sehr vielen Wörtern die Form des Nominativs Singular anders aussieht als der Stamm der restlichen Kasus. Sehr oft kann man also vom Nominativ Singular her den Stamm der anderen Kasus nicht erschließen (und umgekehrt). Die zahlreichen hierfür als „hilfreich“ angegebenen Regeln gelten jeweils nur für kleine Gruppen von Wörtern.
| Numerus   | Singular   | Plural       |
| --------- | ---------- | ------------ |
| Nominativ | mercator   | mercatores   |
| Genitiv   | mercatoris | mercatorum   |
| Dativ     | mercatori  | mercatoribus |
| Akkusativ | mercatorem | mercatores   |
| Ablativ   | mercatore  | mercatoribus |

| Numerus   | Singular | Plural     |
| --------- | -------- | ---------- |
| Nominativ | merces   | mercedes   |
| Genitiv   | mercedis | mercedum   |
| Dativ     | mercedi  | mercedibus |
| Akkusativ | mercedem | mercedes   |
| Ablativ   | mercede  | mercedibus |

| Numerus   | Singular | Plural     |
| --------- | -------- | ---------- |
| Nominativ | corpus   | corpora    |
| Genitiv   | corporis | corporum   |
| Dativ     | corpori  | corporibus |
| Akkusativ | corpus   | corpora    |
| Ablativ   | corpore  | corporibus |

Wie stets in den indogermanischen Sprachen sind auch hier bei den Neutra Nominativ und Akkusativ identisch.
Zur i-Deklination gehören nur wenige feminine Substantive sowie eine Anzahl Neutra, wie z. B.: mare „Meer“. Kennzeichen all dieser Substantive sind der Genitiv Plural auf -ium, der Ablativ Singular auf -i, der Akkusativ Plural auf -is (neben -es), bzw. bei den Neutra der Nominativ/Akkusativ Plural auf -ia.
| Numerus   | Singular | Plural             |
| --------- | -------- | ------------------ |
| Nominativ | turris   | turres oder turris |
| Genitiv   | turris   | turrium            |
| Dativ     | turri    | turribus           |
| Akkusativ | turrim   | turres oder turris |
| Ablativ   | turri    | turribus           |

Merkliste für die Feminina der i-Deklination:
- febris, sitis, turris, puppis, vis, securis
- vis wird im Singular üblicherweise nur im Nominativ, Akkusativ und Ablativ (vis, vim, vi) verwendet (ein sogenanntes Defektivum).

| Numerus   | Singular | Plural  |
| --------- | -------- | ------- |
| Nominativ | mare     | maria   |
| Genitiv   | maris    | marium  |
| Dativ     | mari     | maribus |
| Akkusativ | mare     | maria   |
| Ablativ   | mari     | maribus |

Ein Merkwort für die Neutra der i-Deklination:

Areal, das heißt: Substantive, die auf -ar, -e oder -al enden.
Beispiele: exemplar „Beispiel“, mare „Meer“, animal „Lebewesen“.
Die Wörter der Mischklasse – wie beispielsweise navis „Schiff“ – haben dieselben Endungen wie die i-Stämme, doch werden der Ablativ Singular auf -i und der Akkusativ Plural auf -is ab der klassischen Zeit zunehmend seltener verwendet.
| Numerus   | Singular       | Plural  |
| --------- | -------------- | ------- |
| Nominativ | navis          | naves   |
| Genitiv   | navis          | navium  |
| Dativ     | navi           | navibus |
| Akkusativ | navem          | naves   |
| Ablativ   | nave oder navi | navibus |

#### Vierte Deklination (u-Deklination)
Die vierte Deklination ähnelt abgesehen vom Stammauslaut -u- sehr der dritten. Man kann sie als eine durch Kontraktion und Elision entstandene Abart der dritten Deklination auffassen.
Die meisten Substantive der vierten Deklination mit dem Nominativ Singular -us sind Maskulina, zum Beispiel casus „Fall“. Ausnahmen sind beispielsweise die Feminina domus „Haus“ und manus „Hand“.
| Numerus   | Singular | Plural  |
| --------- | -------- | ------- |
| Nominativ | casus    | casus   |
| Genitiv   | casus    | casuum  |
| Dativ     | casui    | casibus |
| Akkusativ | casum    | casus   |
| Ablativ   | casu     | casibus |

Anmerkung:
- Zuweilen findet sich auch ein alter Genitiv auf -uis (z. B. senatuis zu senatus) und ein Dativ auf -u (z. B. exercitu zu exercitus).

Die Neutra der 4. Deklination lauten im Nominativ und Akkusativ Singular auf -u aus, beispielsweise genu „Knie“. Sonst unterscheiden sie sich von den Maskulina dadurch, dass der Dativ Singular auf -u endet. Außerdem sind – wie bei den anderen Neutra auch – Nominativ und Akkusativ identisch und Nominativ und Akkusativ Plural enden auf -(u)a.
| Numerus   | Singular | Plural  |
| --------- | -------- | ------- |
| Nominativ | genu     | genua   |
| Genitiv   | genus    | genuum  |
| Dativ     | genu     | genibus |
| Akkusativ | genu     | genua   |
| Ablativ   | genu     | genibus |

Besonderheiten:
- Das Substantiv domus „Haus“ hat in einigen Kasus die Formen der o-Deklination übernommen: Genitiv Plural domorum, Ablativ Singular domo, Akkusativ Plural domos. Der Lokativ lautet domi „zu Hause“.
- Einige Substantive haben im Dativ und Ablativ Plural die Endung -ubus, zum Beispiel tribubus zu tribus „Bezirk“.

Anmerkungen:
- In einigen Grammatikbüchern aus dem 17., 18. und dem frühen 19. Jahrhundert wird der Genitiv mit -u (statt -us) angeführt, sodass die Neutra im Singular als indeklinabel erscheinen;[6] noch bei Georges zu Beginn des 20. Jahrhunderts wird diese Form für das Wort cornu („Horn“) aufgeführt, aber als selten bezeichnet.[7]
- In einigen Grammatikbüchern aus dem 21. Jahrhundert wird der Dativ -ui (statt oder neben -u) aufgestellt.[8]

Karl Gottlob Zumpt schrieb dazu 1850:

„Ehemals wurden die Neutra auf u als indeclinabilia im Singul[ar] angegeben, aber neuere Untersuchungen […] nöthigen, namentlich in Betreff des Genitivus us, von dieser Meinung abzugehen. […] Auch der Dativ ui wird von einem alten Grammatiker (Martian. Capella lib. 3) angeführt, aber nachweisen läßt sich nur cornu aus Liv. 42, 58, was als eine Zusammenziehung aus ui anzusehen ist.“

#### Fünfte Deklination (e-Deklination)
So gut wie alle Substantive der fünften Deklination sind Feminina, zum Beispiel res „Sache, Angelegenheit, Ereignis“.
Zur e-Deklination gehören die indogermanischen Substantive auf Diphthong.
| Numerus   | Singular | Plural |
| --------- | -------- | ------ |
| Nominativ | res      | res    |
| Genitiv   | rei      | rerum  |
| Dativ     | rei      | rebus  |
| Akkusativ | rem      | res    |
| Ablativ   | re       | rebus  |

Besonderheiten:
- Maskuline Ausnahmen sind dies „Tag“ (auch feminin) und dessen Ableitung meridies „Mittag“. Neutra gibt es keine.
- dies als Femininum hat die spezifische Bedeutung „Frist, Termin“, also certa die „an einem bestimmten Termin“.

## Adjektive
Adjektive werden im Lateinischen ebenfalls wie Substantive in Kasus, Numerus und Genus unterschieden. Sie passen sich dabei in allen drei Eigenschaften an das Substantiv an, auf welches sie sich beziehen (KNG-Kongruenz).
Man unterscheidet bei den Deklinationsmustern der Adjektive außerdem sogenannte dreiendige, zweiendige und einendige Adjektive.
- Die dreiendigen Adjektive weisen für Maskulinum, Femininum und Neutrum unterschiedliche Formen auf. Diese erscheinen im Wörterbuch mit dem Nominativ Singular von Maskulinum, Femininum und Neutrum, also zum Beispiel magnus, a, um „groß“ oder celer, eris, ere „schnell“.
- Bei den zweiendigen Adjektiven fallen Maskulinum und Femininum zusammen, im Wörterbuch werden entsprechend Nominativ Singular von Maskulinum/Femininum und Neutrum angegeben, ein Beispiel ist hilaris, e „fröhlich“.
- Die einendigen Adjektive weisen im Nominativ Singular keine Unterscheidung nach Genus auf, im Wörterbuch erscheinen sie mit Nominativ und Genitiv Singular, also zum Beispiel felix, icis „glücklich“. Andere Kasus und Numei als der Nominativ Singular können unterschiedliche Genusformen aufweisen, so hat felix im Akkusativ Singular Maskulinum und Femininum felicem, im Neutrum jedoch felix, weil für jedes Neutrum die Nominativ- und Akkusativform identisch sind.

### a- und o-Deklination
Die Adjektive auf -us (maskulin), -a (feminin) und -um (neutral) entsprechen in ihrer Deklinationsweise jeweils den Substantiven der a- und o-Deklinationen und sind dreiendig:
| Numerus   | Singular | Singular | Singular | Plural   | Plural   | Plural   |
| Genus     | Mask.    | Fem.     | Neut.    | Mask.    | Fem.     | Neut.    |
| --------- | -------- | -------- | -------- | -------- | -------- | -------- |
| Nominativ | magnus   | magna    | magnum   | magni    | magnae   | magna    |
| Genitiv   | magni    | magnae   | magni    | magnorum | magnarum | magnorum |
| Dativ     | magno    | magnae   | magno    | magnis   | magnis   | magnis   |
| Akkusativ | magnum   | magnam   | magnum   | magnos   | magnas   | magna    |
| Ablativ   | magno    | magna    | magno    | magnis   | magnis   | magnis   |
| Vokativ   | magne    | magna    | –        | magni    | magnae   | –        |

Analog zu den Substantiven der o-Deklination gibt es auch Adjektive der o-Deklination mit Endung -er, zum Beispiel niger, nigra, nigrum „schwarz“:
| Numerus   | Singular | Singular | Singular | Plural   | Plural   | Plural   |
| Genus     | Mask.    | Fem.     | Neut.    | Mask.    | Fem.     | Neut.    |
| --------- | -------- | -------- | -------- | -------- | -------- | -------- |
| Nominativ | niger    | nigra    | nigrum   | nigri    | nigrae   | nigra    |
| Genitiv   | nigri    | nigrae   | nigri    | nigrorum | nigrarum | nigrorum |
| Dativ     | nigro    | nigrae   | nigro    | nigris   | nigris   | nigris   |
| Akkusativ | nigrum   | nigram   | nigrum   | nigros   | nigras   | nigra    |
| Ablativ   | nigro    | nigra    | nigro    | nigris   | nigris   | nigris   |

Der Vokativ entspricht dem Nominativ.
Einige der Adjektive auf -er behalten (analog zu puer „Knabe“) die Endung in allen Kasusformen, zum Beispiel liber, libera, liberum „frei“ oder miser, misera, miserum „unglücklich“.

### Adjektive der dritten Deklination
Das Grundmuster der Deklination der Adjektive der dritten Deklination ist folgendes:
| Numerus   | Singular     | Singular    | Singular                | Plural    | Plural    | Plural |
| Genus     | Mask.        | Fem.        | Neut.                   | Mask.     | Fem.      | Neut.  |
| --------- | ------------ | ----------- | ----------------------- | --------- | --------- | ------ |
| Nominativ | Maskulinform | Femininform | Neutralform             | -es       | -es       | -ia    |
| Genitiv   | -is          | -is         | -is                     | -ium      | -ium      | -ium   |
| Dativ     | -i           | -i          | -i                      | -ibus     | -ibus     | -ibus  |
| Akkusativ | -em          | -em         | = Neutralform Nominativ | -es (-is) | -es (-is) | -ia    |
| Ablativ   | -i           | -i          | -i                      | -ibus     | -ibus     | -ibus  |

Der Vokativ entspricht dem Nominativ. Demnach unterscheiden sich drei-, zwei- und einendige Adjektive der 3. Deklination lediglich im Nominativ Singular und im Akkusativ Singular des Neutrums.
Der Nominativ Singular mancher Adjektive kann eine besondere, vom Stamm der übrigen Kasusformen abweichende Form haben, ein Beispiel ist das dreiendige acer, acris, acre „scharf“ (hier weicht das Maskulinum vom Stamm acr- ab) sowie viele der einendigen Adjektive, zum Beispiel felix, felicis „erfolgreich“.
Einige Adjektive flektieren rein konsonantisch, z. B. vetus, veteris „alt“ oder dives, divitis „reich“.
| Numerus   | Singular | Singular | Singular | Plural      | Plural      | Plural    |
| Genus     | Mask.    | Fem.     | Neut.    | Mask.       | Fem.        | Neut.     |
| --------- | -------- | -------- | -------- | ----------- | ----------- | --------- |
| Nominativ | celer    | celeris  | celere   | celeres     | celeres     | celeria   |
| Genitiv   | celeris  | celeris  | celeris  | celerium    | celerium    | celerium  |
| Dativ     | celeri   | celeri   | celeri   | celeribus   | celeribus   | celeribus |
| Akkusativ | celerem  | celerem  | celere   | celeres(is) | celeres(is) | celeria   |
| Ablativ   | celeri   | celeri   | celeri   | celeribus   | celeribus   | celeribus |

| Numerus   | Singular | Singular | Singular | Plural      | Plural      | Plural    |
| Genus     | Mask.    | Fem.     | Neut.    | Mask.       | Fem.        | Neut.     |
| --------- | -------- | -------- | -------- | ----------- | ----------- | --------- |
| Nominativ | hilaris  | hilaris  | hilare   | hilares     | hilares     | hilaria   |
| Genitiv   | hilaris  | hilaris  | hilaris  | hilarium    | hilarium    | hilarium  |
| Dativ     | hilari   | hilari   | hilari   | hilaribus   | hilaribus   | hilaribus |
| Akkusativ | hilarem  | hilarem  | hilare   | hilares(is) | hilares(is) | hilaria   |
| Ablativ   | hilari   | hilari   | hilari   | hilaribus   | hilaribus   | hilaribus |

| Numerus   | Singular | Singular | Singular | Plural      | Plural      | Plural    |
| Genus     | Mask.    | Fem.     | Neut.    | Mask.       | Fem.        | Neut.     |
| --------- | -------- | -------- | -------- | ----------- | ----------- | --------- |
| Nominativ | felix    | felix    | felix    | felices     | felices     | felicia   |
| Genitiv   | felicis  | felicis  | felicis  | felicium    | felicium    | felicium  |
| Dativ     | felici   | felici   | felici   | felicibus   | felicibus   | felicibus |
| Akkusativ | felicem  | felicem  | felix    | felices(is) | felices(is) | felicia   |
| Ablativ   | felici   | felici   | felici   | felicibus   | felicibus   | felicibus |

### Steigerung (Komparation)
Neben der Grundstufe der Adjektive (dem Positiv) gibt es im Lateinischen – wie im Deutschen – weitere Formen, die der Komparation dienen:
- den Komparativ (die Höher-/Vergleichsstufe) – sowohl als relativen als auch als absoluten Komparativ
sowie
- den Superlativ (die Höchststufe) – sowohl als relativen als auch als absoluten Superlativ.

Zur Bildung dieser Formen werden an den Wortstamm angefügt:
- im Komparativ -ior (m./f.), -ius (n.) und
- im Superlativ -issimus, -a, -um.

#### Komparativ
Um den Komparativ zu bilden, müssen die Komparativendungen an den Wortstamm des Adjektivs angefügt werden. Für die maskulinen und femininen Formen wird -ior angehängt, für die neutralen Formen -ius. Beispielsweise wird aus dem Positiv durus, -a, -um „hart“ der Komparativ durior, -ius „härter“. Die Komparativformen werden ähnlich wie die r-Stämme der dritten Deklination dekliniert.
| Numerus   | Singular | Singular | Singular | Plural     | Plural     | Plural     |
| Genus     | Mask.    | Fem.     | Neut.    | Mask.      | Fem.       | Neut.      |
| --------- | -------- | -------- | -------- | ---------- | ---------- | ---------- |
| Nominativ | durior   | durior   | durius   | duriores   | duriores   | duriora    |
| Genitiv   | durioris | durioris | durioris | duriorum   | duriorum   | duriorum   |
| Dativ     | duriori  | duriori  | duriori  | durioribus | durioribus | durioribus |
| Akkusativ | duriorem | duriorem | durius   | duriores   | duriores   | duriora    |
| Ablativ   | duriore  | duriore  | duriore  | durioribus | durioribus | durioribus |

#### Superlativ
Der Superlativ ist die höchste Steigerungsform. Um den Superlativ zu bilden, müssen die Superlativendungen an den Wortstamm des Adjektivs angefügt werden: -issimus, -issima, -issimum. Sie entsprechen in ihren Endungen den Adjektiven der a- und o-Deklination und werden auch genauso dekliniert:
| Numerus   | Singular   | Singular   | Singular   | Plural       | Plural       | Plural       |
| Genus     | Mask.      | Fem.       | Neut.      | Mask.        | Fem.         | Neut.        |
| --------- | ---------- | ---------- | ---------- | ------------ | ------------ | ------------ |
| Nominativ | durissimus | durissima  | durissimum | durissimi    | durissimae   | durissima    |
| Genitiv   | durissimi  | durissimae | durissimi  | durissimorum | durissimarum | durissimorum |
| Dativ     | durissimo  | durissimae | durissimo  | durissimis   | durissimis   | durissimis   |
| Akkusativ | durissimum | durissimam | durissimum | durissimos   | durissimas   | durissima    |
| Ablativ   | durissimo  | durissima  | durissimo  | durissimis   | durissimis   | durissimis   |

Besonderheiten:
- Bei Adjektiven auf -er wird wegen Lautassimilation der Superlativ mit -rimus, -rima, -rimum gebildet, zum Beispiel zu miser der Superlativ miserrimus.
- Aus demselben Grund bilden einige Adjektive auf -lis den Superlativ auf -limus, -lima, -limum, beispielsweise zu facilis der Superlativ facillimus.

#### Unregelmäßige Steigerungsformen
Wie das Deutsche kennt auch das Lateinische unregelmäßige Steigerungsformen von Adjektiven. Dazu gehören Formen wie:
| Positiv | Komparativ | Superlativ | Übersetzung                            |
| ------- | ---------- | ---------- | -------------------------------------- |
| bonus   | melior     | optimus    | gut, besser, der beste                 |
| malus   | peior      | pessimus   | schlecht, schlechter, der schlechteste |
| magnus  | maior      | maximus    | groß, größer, der größte               |
| parvus  | minor      | minimus    | klein, kleiner, der kleinste           |
| multum  | plus       | plurimum   | viel, mehr, das meiste                 |
| multi   | plures     | plurimi    | viele, mehrere, die meisten            |

## Pronomina
Pronomina sind deklinierbare Wörter (Nomina im weitesten Sinne), die anstelle von Substantiven (pro nomine substantivo) stehen. Das Lateinische unterscheidet folgende Arten von Pronomina: Personalpronomen, Possessivpronomen, Reflexivpronomen, Demonstrativpronomen, Interrogativpronomen und Relativpronomen.
Die Deklination der vielen lateinischen Pronomina weist einige Unregelmäßigkeiten auf, besonders im Nominativ sowie im Genitiv Singular (der hier oft auf -ius endet) und Dativ Singular (der hier oft auf -i endet).

### Personalpronomina (1. und 2. Person)
Die erste und zweite Person des Personalpronomens lauten wie folgt:
|             | 1. Person | 1. Person      | 2. Person | 2. Person      |
| Numerus     | Singular  | Plural         | Singular  | Plural         |
| ----------- | --------- | -------------- | --------- | -------------- |
| Übersetzung | „ich“     | „wir“          | „du“      | „ihr“          |
| Nominativ   | ego       | nōs            | tū        | vōs            |
| Genitiv     | mei       | nostri/nostrum | tui       | vestri/vestrum |
| Dativ       | mihi      | nōbīs          | tibi      | vōbīs          |
| Akkusativ   | mē        | nōs            | tē        | vōs            |
| Ablativ     | mē(cum)   | nōbīs(cum)     | tē(cum)   | vōbīs(cum)     |
| Vokativ     | —         | —              | tū        | vōs            |

### Personal-/Demonstrativpronomina
is, ea, id hat die Funktion der dritten Person des Personalpronomens, wenn es ohne Bezugswort in einem Satz steht (übersetzt mit „er/sie/es“). In dieser Funktion kommt das Pronomen nur relativ selten vor. Es hat die Funktion eines Demonstrativpronomens (übersetzt mit „der/die/das“ bzw. „dieser/diese/dieses“), wenn es vor einem Bezugswort steht.
| Numerus   | Singular | Singular | Singular | Plural | Plural | Plural |
| Genus     | Mask.    | Fem.     | Neut.    | Mask.  | Fem.   | Neut.  |
| --------- | -------- | -------- | -------- | ------ | ------ | ------ |
| Nominativ | is       | ea       | id       | ei     | eae    | ea     |
| Genitiv   | eius     | eius     | eius     | eorum  | earum  | eorum  |
| Dativ     | ei       | ei       | ei       | eis    | eis    | eis    |
| Akkusativ | eum      | eam      | id       | eos    | eas    | ea     |
| Ablativ   | eo       | ea       | eo       | eis    | eis    | eis    |

### Demonstrativpronomina
hic, haec, hoc hat die Funktion, die zeitliche und räumliche Nähe (in Kommunikationssituationen: zum Sprecher) zu beschreiben. Man spricht auch von Nahdeixis (siehe Deixis).
| Numerus   | Singular | Singular | Singular | Plural | Plural | Plural |
| Genus     | Mask.    | Fem.     | Neut.    | Mask.  | Fem.   | Neut.  |
| --------- | -------- | -------- | -------- | ------ | ------ | ------ |
| Nominativ | hic      | haec     | hoc      | hi     | hae    | haec   |
| Genitiv   | huius    | huius    | huius    | horum  | harum  | horum  |
| Dativ     | huic     | huic     | huic     | his    | his    | his    |
| Akkusativ | hunc     | hanc     | hoc      | hos    | has    | haec   |
| Ablativ   | hoc      | hac      | hoc      | his    | his    | his    |

ille, illa, illud hat die gegenteilige Funktion, die zeitliche und räumliche Ferne zu beschreiben (Ferndeixis). Zusätzlich verweist ille auch auf schon Gesagtes oder Bekanntes (ille Seneca: „der“ Seneca, nämlich der Philosoph, den alle kennen).
| Numerus   | Singular | Singular | Singular | Plural  | Plural  | Plural  |
| Genus     | Mask.    | Fem.     | Neut.    | Mask.   | Fem.    | Neut.   |
| --------- | -------- | -------- | -------- | ------- | ------- | ------- |
| Nominativ | ille     | illa     | illud    | illi    | illae   | illa    |
| Genitiv   | illius   | illius   | illius   | illorum | illarum | illorum |
| Dativ     | illi     | illi     | illi     | illis   | illis   | illis   |
| Akkusativ | illum    | illam    | illud    | illos   | illas   | illa    |
| Ablativ   | illo     | illa     | illo     | illis   | illis   | illis   |

iste, ista, istud bezieht sich in Kommunikationssituationen auf jemanden/etwas in der Nähe des Angesprochenen; bisweilen hat es einen abwertenden Sinn („der da“).
| Numerus   | Singular | Singular | Singular | Plural  | Plural  | Plural  |
| Genus     | Mask.    | Fem.     | Neut.    | Mask.   | Fem.    | Neut.   |
| --------- | -------- | -------- | -------- | ------- | ------- | ------- |
| Nominativ | iste     | ista     | istud    | isti    | istae   | ista    |
| Genitiv   | istius   | istius   | istius   | istorum | istarum | istorum |
| Dativ     | isti     | isti     | isti     | istis   | istis   | istis   |
| Akkusativ | istum    | istam    | istud    | istos   | istas   | ista    |
| Ablativ   | isto     | ista     | isto     | istis   | istis   | istis   |

ipse, ipsa, ipsum ist auch stärker als is, ea, id. Damit wird eine Person hervorgehoben.
| Numerus   | Singular | Singular | Singular | Plural  | Plural  | Plural  |
| Genus     | Mask.    | Fem.     | Neut.    | Mask.   | Fem.    | Neut.   |
| --------- | -------- | -------- | -------- | ------- | ------- | ------- |
| Nominativ | ipse     | ipsa     | ipsum    | ipsi    | ipsae   | ipsa    |
| Genitiv   | ipsius   | ipsius   | ipsius   | ipsorum | ipsarum | ipsorum |
| Dativ     | ipsi     | ipsi     | ipsi     | ipsis   | ipsis   | ipsis   |
| Akkusativ | ipsum    | ipsam    | ipsum    | ipsos   | ipsas   | ipsa    |
| Ablativ   | ipso     | ipsa     | ipso     | ipsis   | ipsis   | ipsis   |

idem, eadem, idem hat mit der Übersetzung „derselbe“ eine rückwirkende Wirkung auf eine wieder vorkommende Person.
| Numerus   | Singular | Singular | Singular | Plural          | Plural          | Plural          |
| Genus     | Mask.    | Fem.     | Neut.    | Mask.           | Fem.            | Neut.           |
| --------- | -------- | -------- | -------- | --------------- | --------------- | --------------- |
| Nominativ | idem     | eadem    | idem     | eidem (iidem)   | eaedem          | eadem           |
| Genitiv   | eiusdem  | eiusdem  | eiusdem  | eorundem        | earundem        | eorundem        |
| Dativ     | eidem    | eidem    | eidem    | eisdem (iisdem) | eisdem (iisdem) | eisdem (iisdem) |
| Akkusativ | eundem   | eandem   | idem     | eosdem          | easdem          | eadem           |
| Ablativ   | eodem    | eadem    | eodem    | eisdem (iisdem) | eisdem (iisdem) | eisdem (iisdem) |

### Reflexivpronomina
| Übersetzung | –, „sich selbst …“ |
| Nominativ   | –                  |
| Genitiv     | sui                |
| Dativ       | sibi               |
| Akkusativ   | sē, sēsē           |
| Ablativ     | sē, sēsē           |

### Interrogativpronomina
Substantivischer Gebrauch, ausschließlich im Singular. Zum adjektivischen Interrogativpronomen siehe folgenden Abschnitt Relativpronomen.
| Übersetzung | „Wer?“ m./f. | „Was?“ n. |       |
| Nominativ   | quis         | quid      |       |
| Genitiv     | cuius        | cuius     | cuius |
| Dativ       | cuī          | cuī       | cuī   |
| Akkusativ   | quem         | quid      |       |
| Ablativ     | quō          | quō       | quō   |

### Relativpronomen
Das adjektivische Interrogativpronomen qui, quae, quod dient im Lateinischen zugleich als Relativpronomen. Es kann auch am Satzanfang stehen und bezieht sich dann auf ein Substantiv im vorausgehenden Satz.
| Numerus   | Singular | Singular | Singular | Plural        | Plural        | Plural        |
| Genus     | Mask.    | Fem.     | Neut.    | Mask.         | Fem.          | Neut.         |
| --------- | -------- | -------- | -------- | ------------- | ------------- | ------------- |
| Nominativ | qui      | quae     | quod     | qui           | quae          | quae          |
| Genitiv   | cuius    | cuius    | cuius    | quorum        | quarum        | quorum        |
| Dativ     | cui      | cui      | cui      | quibus        | quibus        | quibus        |
| Akkusativ | quem     | quam     | quod     | quos          | quas          | quae          |
| Ablativ   | quo      | qua      | quo      | quibus (quis) | quibus (quis) | quibus (quis) |

## Zahlwörter

### Grundzahlen und Ordnungszahlen
| AZ * | RZ **      | Grundzahl       | Ordnungszahl |
| ---- | ---------- | --------------- | ------------ |
| 1    | I          | unus, una, unum | primus       |
| 2    | II         | duo, duae, duo  | secundus     |
| 3    | III        | tres, tria      | tertius      |
| 4    | IIII (IV)  | quattuor        | quartus      |
| 5    | V          | quinque         | quintus      |
| 6    | VI         | sex             | sextus       |
| 7    | VII        | septem          | séptimus     |
| 8    | VIII       | octo            | octávus      |
| 9    | VIIII (IX) | novem           | nonus        |
| 10   | X          | decem           | decimus      |

| AZ * | RZ ** | Grundzahl     | Ordnungszahl     |
| ---- | ----- | ------------- | ---------------- |
| 11   | XI    | undecim       | undecimus        |
| 12   | XII   | duodecim      | duodecimus       |
| 13   | XIII  | tredecim      | tertius decimus  |
| 14   | XIV   | quattuordecim | quartus decimus  |
| 15   | XV    | quindecim     | quintus decimus  |
| 16   | XVI   | sedecim       | sextus decimus   |
| 17   | XVII  | septendecim   | septimus decimus |
| 18   | XVIII | duodeviginti  | duodevicesimus   |
| 19   | XIX   | undeviginti   | undevicesimus    |
| 20   | XX    | viginti       | vicesimus        |

| AZ * | RZ ** | Grundzahl    | Ordnungszahl   |
| ---- | ----- | ------------ | -------------- |
| 30   | XXX   | triginta     | tricesimus     |
| 40   | XL    | quadraginta  | quadragesimus  |
| 50   | L     | quinquaginta | quinquagesimus |
| 60   | LX    | sexaginta    | sexagesimus    |
| 70   | LXX   | septuaginta  | septuagesimus  |
| 80   | LXXX  | octoginta    | octogesimus    |
| 90   | XC    | nonaginta    | nonagesimus    |
| 100  | C     | centum       | centesimus     |
| 500  | D     | quingenti    | quingentesimus |
| 1000 | M     | mille        | millesimus     |

Besonderheiten:
- Mehrstellige Zahlen werden zusammengesetzt, indem entweder die Zehnerzahl vorangestellt oder mit et angeschlossen wird, also viginti unus oder unus et viginti für 21, bzw. vicesimus primus oder unus et vicesimus für „der 21te“.
- Zahlen 8 oder 9 an letzter Stelle werden meist durch Subtraktion zusammengesetzt: undetriginta für 29, wörtlich „einsvondreißig (abgezogen)“, oder duodetriginta für 28, wörtlich „zweivondreißig (abgezogen)“.

### Deklination der Zahlwörter
Flektiert werden folgende Zahlwörter:
- unus, una, unum „ein, eine, ein“ entsprechend dem Singular der o-Deklination der Adjektive bis auf Dativ und Genitiv.
- duo, duae, duo „zwei“ und ambo, ambae, ambo „beide“ werden unregelmäßig flektiert. Dabei werden zum Teil ältere, sonst in der Flexion ausgestorbene Dualendungen verwendet.
- Hunderter von ducenti, -ae, -a bis nongenti, -ae, -a werden regelmäßig nach a-/o-Deklination Plural gebeugt.
- mille „tausend“ ist ein singularisches, undeklinierbares Adjektiv. Es hat jedoch die regelmäßige, einendige Pluralform milia bzw. millia, die entsprechend der 3. Deklination Plural Neutrum flektiert wird.
- Die Ordnungszahlen werden wie Adjektive der a-/o-Deklination auf (-us, -a, -um) flektiert.
- Nach der 3. Deklination flektiert werden auch die Zahladjektive simplex, -icis „einfach“, duplex, -icis „doppelt“, triplex, -icis „dreifach“ und multiplex, -icis „vielfach“. Sie folgen dem Schema des einendigen felix.
- Entsprechend der konsonantischen Deklination flektiert werden die Zahlsubstantive unio, -ionis „die Eins“, binio, -ionis „die Zwei“ usw.

| Numerus   | Singular (ausschließlich) | Singular (ausschließlich) | Singular (ausschließlich) |
| Genus     | Mask.                     | Fem.                      | Neut.                     |
| --------- | ------------------------- | ------------------------- | ------------------------- |
| Nominativ | unus                      | una                       | unum                      |
| Genitiv   | unius                     | unius                     | unius                     |
| Dativ     | uni                       | uni                       | uni                       |
| Akkusativ | unum                      | unam                      | unum                      |
| Ablativ   | uno                       | una                       | uno                       |
| Vokativ   | une                       | una                       | unum                      |

| Numerus   | Plural (ausschließlich) | Plural (ausschließlich) | Plural (ausschließlich) |
| Genus     | Mask.                   | Fem.                    | Neut.                   |
| --------- | ----------------------- | ----------------------- | ----------------------- |
| Nominativ | duo                     | duae                    | duo                     |
| Genitiv   | duorum (duûm)           | duarum                  | duorum (duûm)           |
| Dativ     | duobus                  | duabus                  | duobus                  |
| Akkusativ | duo(s)                  | duas                    | duo                     |
| Ablativ   | duobus                  | duabus                  | duobus                  |
| Vokativ   | duo                     | duae                    | duo                     |

| Numerus   | Plural (ausschließlich) | Plural (ausschließlich) | Plural (ausschließlich) |
| Genus     | Mask.                   | Fem.                    | Neut.                   |
| --------- | ----------------------- | ----------------------- | ----------------------- |
| Nominativ | tres (tris)             | tres (tris)             | tria                    |
| Genitiv   | trium                   | trium                   | trium                   |
| Dativ     | tribus                  | tribus                  | tribus                  |
| Akkusativ | tres (tris)             | tres (tris)             | tria                    |
| Ablativ   | tribus                  | tribus                  | tribus                  |
| Vokativ   | tres (tris)             | tres (tris)             | tria                    |

| Numerus   | Plural (ausschließlich) | Plural (ausschließlich) | Plural (ausschließlich) |
| Genus     | Mask.                   | Fem.                    | Neut.                   |
| --------- | ----------------------- | ----------------------- | ----------------------- |
| Nominativ | milia (millia)          | milia (millia)          | milia (millia)          |
| Genitiv   | milium (millium)        | milium (millium)        | milium (millium)        |
| Dativ     | milibus (millibus)      | milibus (millibus)      | milibus (millibus)      |
| Akkusativ | milia (millia)          | milia (millia)          | milia (millia)          |
| Ablativ   | milibus (millibus)      | milibus (millibus)      | milibus (millibus)      |
| Vokativ   | milia (millia)          | milia (millia)          | milia (millia)          |

## Adverbien
Adjektive können durch eine Endung als adverbiale Formen markiert werden. Handelt es sich beim Adjektiv um eines der a- und o-Deklination, wie z. B. durus „hart“, so wird das Adverb auf „-e“ gebildet: dure. Handelt es sich bei dem Adjektiv um eines der dritten Deklination, beispielsweise hilaris „fröhlich“, so wird das Adverb auf „-(i)ter“ gebildet: hilariter. Und wenn der Wortstamm des Adjektivs auf „-nt“ lautet, wie z. B.: vehemens „wild“ (Genitiv Singular: vehementis), dann wird „-er“ verwendet: vehementer. Ausnahmen bilden z. B. die Adjektive facilis (Adverb: facile) und difficilis (Adverb: difficulter).
Adverbien ändern ihre Form im Satzzusammenhang nicht und werden daher als unflektierbar bezeichnet. Es ist allerdings strittig, ob die adverbiale Form nicht selbst als eine Flexionsform zählen sollte (siehe hierzu den Hauptartikel).

### Steigerung

#### Komparativ
Der adverbiale Komparativ ist identisch mit der Form des Neutrums (Nominativ Singular) des Komparativs von Adjektiven, gebildet mit der Endung „-ius“, die an den Wortstamm angefügt wird.
Beispiele:
- dure „hart“ – durius „härter“
- hilariter „fröhlich“ – hilarius „fröhlicher“.

#### Superlativ
Ein adverbialer Superlativ wird mit der Endung „-e“ gebildet, welche an den Superlativstamm des Adjektivs angefügt wird: durissimus („am härtesten“, Adjektiv im Nominativ Singular Maskulinum) wird zu durissime („am härtesten“, Adverb). Dies geschieht bei den anderen Adjektivformen genauso.

#### Unregelmäßige Steigerungsformen
Die unregelmäßigen Steigerungsformen von Adjektiven übertragen sich auf die adverbialen Formen; daneben gibt es Adverbien, die nicht von einem Adjektiv ableitbar sind (wie beispielsweise diu „lange“ und saepe „oft“), aber ebenfalls Steigerungsformen zeigen. Beispiele:
| Positiv         | Komparativ | Superlativ | Übersetzung                                                         |
| --------------- | ---------- | ---------- | ------------------------------------------------------------------- |
| bene            | melius     | optime     | gut, besser, am besten                                              |
| male            | peius      | pessime    | schlecht, schlechter, am schlechtesten                              |
| magnopere/valde | magis      | maxime     | sehr, mehr (in höherem Grad), überaus/am meisten (in höchstem Grad) |
| multum          | plus       | plurimum   | (mengenmäßig) viel, mehr, am meisten                                |
| paulum          | minus      | minime     | wenig, weniger, am wenigsten                                        |
| diu             | diutius    | diutissime | (zeitlich) lange, länger, am längsten                               |
| saepe           | saepius    | saepissime | oft/häufig, öfter/häufiger, am häufigsten (am öftesten)             |

## Verben

### Bestimmung von Verben
Lateinische und deutsche Verben kommen in finiten ([hinsichtlich Person-Numerus] bestimmten) und infiniten ([hinsichtlich Person-Numerus] unbestimmten) Formen vor.
Die finiten Verbformen können konjugiert ([hinsichtlich Tempus, Modus, Person etc.] verändert, gebeugt) werden, beispielsweise:

voc-o „ich ruf-e“ – voca-s „du ruf-st“ – voca-t „er ruf-t“ etc.
Sie werden als Prädikate verwendet.

### Verbmorphologie
Die Verben im Lateinischen verändern sich morphologisch. Sie können nach folgenden Kategorien konjugiert werden:
- Person: erste, zweite und dritte Person
- Zahl: Singular und Plural
- Tempus: Präsens, Imperfekt, Perfekt, Plusquamperfekt, Futur, Perfekt-Futur und einige zusammengesetzte Zeiten
- Modus: Indikativ, Konjunktiv, Imperativ
- Diathese: Aktiv und (Medio-)Passiv

Lateinische Verben werden in allen Aktivformen sowie im Präsens, Imperfekt und Futur Passiv (also den Formen des Präsensstamms) synthetisch, das heißt ohne Hilfsverben und nur mittels grammatischer Bildungsmorpheme, gebildet. Nur im Passiv des Perfekt, Plusquamperfekt und Perfekt-Futur sowie in den sogenannten periphrastischen Zeiten erfolgt wie im Deutschen eine analytische Bildung mittels eines Partizips und des Hilfsverbs esse („sein“). Hier zeigt sich also, abweichend vom allgemeinen synthetischen Charakter des Lateinischen (siehe unten zu den Bildungsschemata der finiten Verbformen), eine analytische Tendenz. Anders als im Deutschen wird niemals das Hilfsverb „haben“ (lateinisch habere) verwendet.
Lateinische Verben bestehen aus einem Verbstamm (Präsens-, Perfekt- oder Supinstamm), gegebenenfalls versehen mit einem Verbalpräfix, einem Tempus- und Moduszeichen, das Zeitform und Modus anzeigt und das an den stammauslautenden Vokal antritt oder diesen ersetzt, sowie – außer in den Infinitivformen – einer Personalendung, die gleichzeitig Person, Numerus und Diathese anzeigt.
Die folgende Tabelle zeigt den Aufbau lateinischer Verben anhand einiger ausgewählter Formen des Verbs amare („lieben“).
|              |                                                  | Bedeutung                       | Stamm  | Tempus-/Moduszeichen | Person, Zahl, Diathese |
| ------------ | ------------------------------------------------ | ------------------------------- | ------ | -------------------- | ---------------------- |
| Präsensstamm | 1. Person Singular Präsens Indikativ Aktiv       | ich liebe                       | am(a)- | –                    | -o (-a- + -o zu o)     |
| Präsensstamm | 2. Person Singular Präsens Konjunktiv Aktiv      | du liebest / du mögest lieben   | am(a)- | -e-                  | -s                     |
| Präsensstamm | 2. Person Plural Imperfekt Konjunktiv Aktiv      | ihr liebtet / ihr würdet lieben | ama-   | -re-                 | -tis                   |
| Präsensstamm | 1. Person Plural Futur Indikativ Passiv          | wir werden geliebt werden       | ama-   | -bi-                 | -mur                   |
| Perfektstamm | 1. Person Singular Perfekt Indikativ Aktiv       | ich liebte / ich habe geliebt   | amav-  | –                    | -i                     |
| Perfektstamm | 2. Person Singular Perfekt Konjunktiv Aktiv      | du habest geliebt               | amav-  | -eri-                | -s                     |
| Perfektstamm | 3. Person Plural Plusquamperfekt Indikativ Aktiv | sie hatten geliebt              | amav-  | -era-                | -nt                    |

Aus der Tabelle ist zu ersehen, dass die mittlere Position zwischen Stamm und Personalendung vom Tempus- und Modusmorphem eingenommen wird, während die letzte Position jeweils dem Suffix vorbehalten ist, das gleichzeitig Person, Zahl und Diathese anzeigt. Im Präsens und Perfekt Indikativ ist das Tempuszeichen ein Nullmorphem (die Position ist also nicht besetzt). Bei einigen Futur- und Konjunktivformen wird der Stammvokal je nach Deklinationsklasse durch einen anderen Vokal ersetzt.

### Konjugationsklassen
Nach dem Auslaut des Stammes unterscheidet man beim Präsens- oder Grundstamm folgende Konjugationsklassen:
- a-Konjugation: vocare, voco, vocavi, vocatum – „rufen, nennen“
- e-Konjugation: vidēre, video, vidi, visum – „sehen“
- i-Konjugation: audire, audio, audivi, auditum – „hören“
- konsonantische Konjugation: agere, ago, egi, actum – „handeln, treiben“

Dazu kann als Unterklasse abgeteilt oder als fünfte Klasse angesetzt werden:
- konsonantisch mit -i- im Präsensstamm: capere, capio, cepi, captum – „fassen, nehmen“

Die erste Form gibt den Infinitiv Präsens, die zweite die 1. Person Singular Indikativ Präsens Aktiv, die dritte die 1. Person Singular Indikativ Perfekt Aktiv, die vierte das Supinum I an.
Tempus- und Moduszeichen sowie nach bestimmten Regeln auftretende Gleitvokale sind bei der Bildung für den Präsensstamm zwischen den Konjugationsklassen verschieden, beispielsweise:
- duc-e-t (3. Person Singular Indikativ Futur I Aktiv von ducere „führen“: „er/sie/es wird führen“)
- lauda-bi-t (dasselbe von laudare „loben“: „er/sie/es wird loben“)

Ferner gibt es einige unregelmäßige Verben, z. B.:
- es-t (3. Person Singular Indikativ Präsens Aktiv von esse „sein“: „er/sie/es ist“)
- s-u-nt (dasselbe im Plural: „sie sind“).

### Finite Verbformen
Sie sind nach Person, Numerus, Modus, Tempus und Diathese markiert. Wie im Deutschen gibt es drei Personen, zwei Numeri (Singular und Plural), drei Modi (Indikativ, Konjunktiv und Imperativ), acht Tempora im Indikativ (Präsens, Imperfekt, Futur I, Perfekt, Plusquamperfekt, Futur II), unmittelbares Futur, Vergangenheit des unmittelbaren Futurs und zwei Diathesen (Aktiv und Passiv). Tempus- und Modusgebrauch weichen vom Deutschen ab; die unten gegebenen Übersetzungen haben daher nur Beispielscharakter.

#### Bildungsschemata
Gebildet werden die finiten Verbformen nach drei Schemata, am Beispiel delere (Infinitiv) „zerstören“:

##### Finite Präsensstamm-Formen: Präsens, Imperfekt und Futur I
Nach dem Schema: Präsensstamm – Tempus- oder Moduszeichen – Personalendung – Diathesenmarkierung (Aktiv/Passiv):
- dele-Ø-t ∗ (3. Person Singular Indikativ Präsens Aktiv)
- dele-ba-t (dasselbe im Indikativ Imperfekt)
- dele-ba-tur (dasselbe im Indikativ Imperfekt Passiv)
- dele-a-tur (3. Person Singular Konjunktiv Präsens Passiv)
- dele-re-t (3. Person Singular Konjunktiv Imperfekt Aktiv)
- dele-bi-t (3. Person Singular Indikativ Futur I Aktiv)
- dele-bi-tur (3. Person Singular Indikativ Futur I Passiv)

Beim Imperativ signalisiert die spezielle Personalendung den Modus: Im Singular dele! („zerstöre!“) und im Plural dele-te! („zerstört!“). Der verneinte Imperativ (Prohibitiv) wird in der Regel durch andere Verbformen ausgedrückt: entweder mit der Verneinungspartikel ne und dem Konjunktiv Perfekt oder durch noli/nolite („wolle/wollet nicht“) plus Infinitiv.
Futur I ist die einzige Form im lateinischen Präsensstamm, die keinen Konjunktiv besitzt. Dies gleicht man aber durch das Partizip Futur I Aktiv (PFA) zum Teil aus.

##### Finite aktivische Perfektstamm-Formen: aktive Formen von Perfekt, Plusquamperfekt und Futur II
Nach dem Schema: Perfektstamm (regelmäßig oder unregelmäßig aus dem Grundstamm hergeleitet) – Tempus-/Moduszeichen – Personalendung:
- delev-i-t (3. Person Singular Indikativ Perfekt Aktiv)
- delev-isse-t (dasselbe im Konjunktiv Plusquamperfekt)
- delev-eri-t (dasselbe im Indikativ Futur II)

##### Finite aktive analytische Formen: unmittelbares Futur und seine Vergangenheit
Nach dem Schema: Partizip Futur Aktiv (Supinstamm mit -ur- und Genusendung) und Präsens- oder Imperfekt-Form von esse „sein“:
- delet-ur-us est (3. Person Singular Indikativ unmittelbares Futur Aktiv Maskulinum: „er ist im Begriff zu zerstören“)
- delet-ur-us erat (dasselbe in der Vergangenheit:  „er war im Begriff zu zerstören“)

##### Finite passivische analytische Formen: Perfekt, Plusquamperfekt und Futur II Passiv
Nach dem Schema: Partizip Perfekt Passiv (Supinstamm mit Genusendung) und Präsens-, Imperfekt- oder Futur-Form von esse „sein“:
- deletus est (3. Person Singular Indikativ Perfekt Passiv Maskulinum)
- deletus erit (dasselbe im Indikativ Futur II)
- deletus esset (dasselbe im Konjunktiv Plusquamperfekt)

Futur II ist die einzige Form im lateinischen Perfektstamm, die keinen Konjunktiv besitzt.

#### Beugung nach den einzelnen grammatischen Kategorien

##### Person und Zahl
Die beiden Kategorien Person und Zahl sind selbsterklärend und entsprechen hinsichtlich ihrer Verwendung im Wesentlichen den Gepflogenheiten im Deutschen. Das Lateinische trifft am Verbum selbst keine Unterscheidung zwischen formeller und informeller Rede („Du“ und „Sie“). Auch höhergestellte Personen wurden in der zweiten Person Singular adressiert.
Bei den Personalendungen ist zwischen Präsensstamm und Perfektstamm sowie Aktiv und Passiv zu unterscheiden:
| Diathese     | Diathese  | Aktiv    | Aktiv         | Passiv   | Passiv |
| Numerus      | Numerus   | Singular | Plural        | Singular | Plural |
| ------------ | --------- | -------- | ------------- | -------- | ------ |
| Präsensstamm | 1. Person | –ō, –m   | –mus          | –or, –r  | –mur   |
| Präsensstamm | 2. Person | –s       | –tis          | –ris     | –minī  |
| Präsensstamm | 3. Person | –t       | –nt           | –tur     | –ntur  |
| Perfektstamm | 1. Person | –ī       | –imus         |          |        |
| Perfektstamm | 2. Person | –istī    | –istis        |          |        |
| Perfektstamm | 3. Person | –it      | –ērunt (-ēre) |          |        |

##### Tempus
Präsens, Imperfekt und Futur werden vom Präsensstamm gebildet, Perfekt, Plusquamperfekt und Futur II vom Perfektstamm. In dieser Unterscheidung zwischen Präsens- und Perfektstamm kann noch ein Nachklang der in der indogermanischen Protosprache wahrscheinlich auf einer fundamentalen Ebene vorherrschenden Unterscheidung zwischen perfektivischem und imperfektivischem Aspekt gesehen werden. Im Lateinischen steht jedoch nicht der Aspekt, sondern das Tempus im Vordergrund. So bezeichnet das Perfekt zuallererst eine Handlung in der Vergangenheit und nur sekundär eine abgeschlossene Handlung.
Die drei Tempora des Präsensstamms bezeichnen grob gesprochen Handlungen, die in der Gegenwart (Präsens), in der Vergangenheit (Imperfekt) bzw. in der Zukunft (Futur) als nicht abgeschlossen gedacht werden. Das Perfekt bezeichnet eine Handlung, die in der Gegenwart bereits abgeschlossen ist, das Plusquamperfekt eine Handlung, die in der Vergangenheit, vor einer anderen Handlung, bereits abgeschlossen war, das Futur II eine Handlung, die irgendwann in der Zukunft abgeschlossen sein wird.
Der Indikativ Präsens Aktiv wird gebildet, indem die Personalendungen unmittelbar an den Präsensstamm angefügt werden. Diese Kategorie ist somit durch ein Nullmorphem gekennzeichnet.
Der Indikativ Imperfekt Aktiv wird durch die Morpheme -ba- (1. und 2. Konjugation) bzw. -êba- (3. und 4. Konjugation) plus Personalendungen (1. Person Singular -m statt -ô!) gebildet.
Das Indikativ Futur Aktiv wird durch die Morpheme -b(e,i,u)- (1. und 2. Konjugation) bzw. -a, e- (3. und 4. Konjugation) plus Personalendungen (1. Person Singular -m statt -ô!) gebildet.
Im Indikativ Perfekt Aktiv treten die oben gezeigten Personalendungen des Perfektstamms unmittelbar an diesen an.
Im Indikativ Plusquamperfekt Aktiv tritt das Morphem -erâ- zwischen Perfektstamm und Personalendungen des Perfekt.
Im Indikativ Futur II Aktiv treten die Morpheme -erô/eri- zwischen Perfektstamm und Personalendungen des Perfekt.
Die folgenden Tabellen zeigen die Konjugation im Indikativ in allen sechs Tempora im Aktiv für alle drei Personen und beide Numeri für die Verben amare („lieben“ – 1. Konjugation), tenere („halten“ – 2. Konjugation), dicere („sagen“ – 3. Konjugation) und audire („hören“ – 4. Konjugation):
| Beispiele | amāre    | amāre  | tenēre   | tenēre  | dicere   | dicere  | audīre   | audīre  |
| Numerus   | Singular | Plural | Singular | Plural  | Singular | Plural  | Singular | Plural  |
| --------- | -------- | ------ | -------- | ------- | -------- | ------- | -------- | ------- |
| 1. Person | amo      | amamus | teneo    | tenemus | dico     | dicimus | audio    | audimus |
| 2. Person | amas     | amatis | tenes    | tenetis | dicis    | dicitis | audis    | auditis |
| 3. Person | amat     | amant  | tenet    | tenent  | dicit    | dicunt  | audit    | audiunt |

| Beispiele | amāre    | amāre    | tenēre   | tenēre    | dicere   | dicere    | audīre   | audīre     |
| Numerus   | Singular | Plural   | Singular | Plural    | Singular | Plural    | Singular | Plural     |
| --------- | -------- | -------- | -------- | --------- | -------- | --------- | -------- | ---------- |
| 1. Person | amabam   | amabamus | tenebam  | tenebamus | dicebam  | dicebamus | audiebam | audiebamus |
| 2. Person | amabas   | amabatis | tenebas  | tenebatis | dicebas  | dicebatis | audiebas | audiebatis |
| 3. Person | amabat   | amabant  | tenebat  | tenebant  | dicebat  | dicebant  | audiebat | audiebant  |

| Beispiele | amāre    | amāre    | tenēre   | tenēre    | dicere   | dicere  | audīre   | audīre   |
| Numerus   | Singular | Plural   | Singular | Plural    | Singular | Plural  | Singular | Plural   |
| --------- | -------- | -------- | -------- | --------- | -------- | ------- | -------- | -------- |
| 1. Person | amabo    | amabimus | tenebo   | tenebimus | dicam    | dicemus | audiam   | audiemus |
| 2. Person | amabis   | amabitis | tenebis  | tenebitis | dices    | dicetis | audies   | audietis |
| 3. Person | amabit   | amabunt  | tenebit  | tenebunt  | dicet    | dicent  | audiet   | audient  |

| Beispiele | amāre    | amāre     | tenēre   | tenēre    | dicere   | dicere   | audīre    | audīre     |
| Numerus   | Singular | Plural    | Singular | Plural    | Singular | Plural   | Singular  | Plural     |
| --------- | -------- | --------- | -------- | --------- | -------- | -------- | --------- | ---------- |
| 1. Person | amavi    | amavimus  | tenui    | tenuimus  | dixi     | diximus  | audivi    | audivimus  |
| 2. Person | amavisti | amavistis | tenuisti | tenuistis | dixisti  | dixistis | audivisti | audivistis |
| 3. Person | amavit   | amaverunt | tenuit   | tenuerunt | dixit    | dixerunt | audivit   | audiverunt |

| Beispiele | amāre    | amāre      | tenēre   | tenēre     | dicere   | dicere    | audīre    | audīre      |
| Numerus   | Singular | Plural     | Singular | Plural     | Singular | Plural    | Singular  | Plural      |
| --------- | -------- | ---------- | -------- | ---------- | -------- | --------- | --------- | ----------- |
| 1. Person | amaveram | amaveramus | tenueram | tenueramus | dixeram  | dixeramus | audiveram | audiveramus |
| 2. Person | amaveras | amaveratis | tenueras | tenueratis | dixeras  | dixeratis | audiveras | audiveratis |
| 3. Person | amaverat | amaverant  | tenuerat | tenuerant  | dixerat  | dixerant  | audiverat | audiverant  |

| Beispiele | amāre    | amāre      | tenēre   | tenēre     | dicere   | dicere    | audīre    | audīre      |
| Numerus   | Singular | Plural     | Singular | Plural     | Singular | Plural    | Singular  | Plural      |
| --------- | -------- | ---------- | -------- | ---------- | -------- | --------- | --------- | ----------- |
| 1. Person | amavero  | amaverimus | tenuero  | tenuerimus | dixero   | dixerimus | audivero  | audiverimus |
| 2. Person | amaveris | amaveritis | tenueris | tenueritis | dixeris  | dixeritis | audiveris | audiveritis |
| 3. Person | amaverit | amaverint  | tenuerit | tenuerint  | dixerit  | dixerint  | audiverit | audiverint  |

##### Bildung des Perfektstamms
Das Lateinische kennt mehrere Möglichkeiten der Bildung von Perfektstämmen. Die gebräuchlichste Form (vor allem 1. und 4. Konjugation) ist das v-Perfekt, bei dem der Perfektstamm vom Präsensstamm durch ein an diesen angefügtes Morphem -v- gebildet wird:
- amare („lieben“) – amavi („ich habe geliebt“)

Beim u-Perfekt (der Standard, allerdings mit deutlich mehr Ausnahmen, in der 2. oder e-Konjugation) erfolgt die Ableitung vom Präsensstamm mittels des Morphems -u-:
- monere („ermahnen“) – monui („ich habe ermahnt“)

Beim s-Perfekt erfolgt die Ableitung vom Präsensstamm mittels des Morphems -s-:
- scribere („schreiben“) – scripsi („ich habe geschrieben“; mit Lautassimilation b > p)

Beim Dehnungsperfekt wird der Perfektstamm durch Dehnung des Stammvokals gebildet:
- venire („kommen“) – vêni (ich bin gekommen)

Eine verwandte Form ist das Ablautperfekt:
- facere („machen, tun“) – fêci („ich habe gemacht“)

Schließlich sind im Lateinischen auch einige Reduplikationsformen erhalten geblieben, bei denen der Perfektstamm durch Reduplikation der ersten Silbe gebildet wird. Diese Perfektbildung, die im Altgriechischen noch die Regel ist, ist vermutlich ein Relikt aus der indogermanischen Protosprache.
- currere („laufen“) – cucurri („ich bin gelaufen“)

Manche lateinische Präsensstämme enthalten ein n-Infix, wobei es sich um ein im Lateinischen nicht mehr produktives altes Präsens-Morphem handelt. Dieses verschwindet bei der Umwandlung in den Perfektstamm:
- vincere („gewinnen“), vîci („ich habe gewonnen“; zugleich Dehnungsperfekt)

Das Perfekt von esse („sein“) ist fui, fuisti ….
Das Perfekt von ferre („tragen“) ist tuli, tulisti … (PPP latum). Dieses sieht aus, als ob es von dem offensichtlich verwandten tollere („aufheben“) käme, welches selbst die unregelmäßigen Perfektformen sustuli, sustulisti (PPP sublatum) hat, die aber von sufferre („darreichen; ertragen, erdulden“) übernommen sind.
Unregelmäßig ist ferner incipere („anfangen“), welches im Präsensstamm mit einem Präfix zusammengesetzt ist (von in + capere), als Perfektstamm aber nicht *incêpi, sondern coepi, coepisti … bildet.

##### Modus
Im Latein ebenso wie im Deutschen unterscheidet man zwischen drei Modi: Indikativ, Konjunktiv und Imperativ. Der Indikativ bezeichnet Handlungen, die als tatsächlich so stattgefunden habend gedacht sind.
Der Imperativ ist die Befehlsform, die im Lateinischen nicht nur von der 2. Person Singular und Plural, sondern auch von den beiden 3. Personen (allerdings nicht im Präsens) gebildet werden kann. Die Formen lauten im Aktiv:
- 2. Pers. Sing.: -(e)
- 2./3. Pers. Sing.: -tô
- 2. Pers. Pl.: -(i)te, -(i)tôte
- 3. Pers. Pl.: -(u)ntô

Die Passivformen lauten:
- 2. Pers. Sing.: -(e)re
- 2./3. Pers. Sing.: -(i)tor
- 2. Pers. Pl.: -(i)mini
- 3. Pers. Pl.: -(u)ntor

Die Passivformen werden in der Regel nur bei Deponentien (siehe unten) verwendet.
Beim Konjunktiv bzw. Subjunktiv ist zwischen der Verwendung in Hauptsätzen und in Nebensätzen zu unterscheiden. Wird der Konjunktiv Präsens im Hauptsatz verwendet, so bezeichnet er vor allem
- einen Wunsch (Optativ)
- eine beabsichtigte Handlung/Aufforderung (Adhortativ)
- einen Befehl (Jussiv)

Daneben findet der Konjunktiv im Präsens oder in einer der drei Vergangenheitsformen zur Bezeichnung von Handlungen in Nebensätzen Verwendung, wie dies auch im Deutschen der Fall ist.
Das Lateinische bildet Konjunktivformen von folgenden Tempora:
- Konjunktiv Präsens
- Konjunktiv Imperfekt
- Konjunktiv Perfekt
- Konjunktiv Plusquamperfekt

Das Moduszeichen des Konjunktiv Präsens ist für die 1. Konjugation ein -e-, welches anstelle des Stammauslauts -a- zwischen Verbstamm und Personalendung tritt. Die 2. bis 4. Konjugation benutzt das Moduszeichen -a-.
| Beispiele | portāre  | portāre  | terrēre  | terrēre   | petere   | petere  | audīre   | audīre   |
| Numerus   | Singular | Plural   | Singular | Plural    | Singular | Plural  | Singular | Plural   |
| --------- | -------- | -------- | -------- | --------- | -------- | ------- | -------- | -------- |
| 1. Person | portem   | portēmus | terream  | terreāmus | petam    | petāmus | audiam   | audiāmus |
| 2. Person | portēs   | portētis | terreās  | terreātis | petās    | petātis | audiās   | audiātis |
| 3. Person | portet   | portent  | terreat  | terreant  | petat    | petant  | audiat   | audiant  |

Das Moduszeichen des Konjunktiv Imperfekt ist -re/rê-. Es tritt zwischen den unveränderten Präsensstamm und die Personalendung des Präsensstamms.
| Beispiele | portāre  | portāre    | terrēre  | terrēre    | petere   | petere    | audīre   | audīre    |
| Numerus   | Singular | Plural     | Singular | Plural     | Singular | Plural    | Singular | Plural    |
| --------- | -------- | ---------- | -------- | ---------- | -------- | --------- | -------- | --------- |
| 1. Person | portārem | portārēmus | terrērem | terrērēmus | peterem  | peterēmus | audīrem  | audīrēmus |
| 2. Person | portārēs | portārētis | terrērēs | terrērētis | peterēs  | peterētis | audīrēs  | audīrētis |
| 3. Person | portāret | portārent  | terrēret | terrērent  | peteret  | peterent  | audīret  | audīrent  |

Das Moduszeichen des Konjunktiv Perfekt ist -eri/erî-. Es tritt zwischen Perfektstamm und Personalendungen des Perfekt.
| Beispiele | portāre    | portāre      | terrēre   | terrēre     | petere    | petere      | audīre    | audīre      |
| Numerus   | Singular   | Plural       | Singular  | Plural      | Singular  | Plural      | Singular  | Plural      |
| --------- | ---------- | ------------ | --------- | ----------- | --------- | ----------- | --------- | ----------- |
| 1. Person | portāverim | portāverīmus | terruerim | terruerīmus | petīverim | petīverīmus | audīverim | audīverīmus |
| 2. Person | portāverīs | portāverītis | terruerīs | terruerītis | petīverīs | petīverītis | audīverīs | audīverītis |
| 3. Person | portāverit | portāverint  | terruerit | terruerint  | petīverit | petīverint  | audīverit | audīverint  |

Der Konjunktiv Plusquamperfekt Aktiv verwendet die Moduszeichen -isse/issê-, die zwischen Perfektstamm und Personalendungen des Perfekt treten.
| Beispiele | portāre     | portāre       | terrēre    | terrēre      | petere     | petere       | audīre     | audīre       |
| Numerus   | Singular    | Plural        | Singular   | Plural       | Singular   | Plural       | Singular   | Plural       |
| --------- | ----------- | ------------- | ---------- | ------------ | ---------- | ------------ | ---------- | ------------ |
| 1. Person | portāvissem | portāvissēmus | terruissem | terruissēmus | petīvissem | petīvissēmus | audīvissem | audīvissēmus |
| 2. Person | portāvissēs | portāvissētis | terruissēs | terruissētis | petīvissēs | petīvissētis | audīvissēs | audīvissētis |
| 3. Person | portāvisset | portāvissent  | terruisset | terruissent  | petīvisset | petīvissent  | audīvisset | audīvissent  |

##### Diathese
Bei der Diathese, auch als Genus Verbi bezeichnet, unterscheidet das Lateinische zwischen Aktiv und Passiv, deren Funktionen im Wesentlichen denen im Deutschen entsprechen. Ein ursprünglich vorhandenes Medium ist resthaft noch in einigen Verben (lavari „sich waschen“) und den Deponentien wahrnehmbar. Diese Verben haben fast ausschließlich passivische Formen, aber aktivische, zumeist reflexive Bedeutung, zum Beispiel mirari „sich wundern“, uti „sich zunutze machen“, potiri „sich bemächtigen“. Es existieren noch einige wenige Semideponentien, bei denen die Verbalstämme den Diathesen unterschiedlich zugeordnet sind, das heißt, sie haben entweder einen aktivischen Präsensstamm und einen passivischen Perfektstamm (häufigerer Fall) oder einen passivischen Präsensstamm und einen aktivischen Perfektstamm (seltenerer Fall).
Das Passiv wird im Präsens, Imperfekt und Futur gebildet, indem die passivischen Personalendungen an die Tempus- bzw. Moduszeichen angefügt werden. In diesen Zeitformen erfolgt also – ebenso wie beispielsweise in den nordgermanischen Sprachen und anders als im Deutschen – eine synthetische Bildung des Passivs. Die folgende Tabelle zeigt das Präsens Passiv im Indikativ für alle vier Deklinationsklassen. Die synthetischen Passiva der übrigen Tempora und Modi werden analog gebildet, weshalb diese hier nicht dargestellt werden sollen.
| Beispiele | portāre  | portāre   | terrēre  | terrēre   | petere   | petere   | audīre   | audīre    |
| Numerus   | Singular | Plural    | Singular | Plural    | Singular | Plural   | Singular | Plural    |
| --------- | -------- | --------- | -------- | --------- | -------- | -------- | -------- | --------- |
| 1. Person | portor   | portāmur  | terreor  | terrēmur  | petor    | petimur  | audior   | audīmur   |
| 2. Person | portāris | portāminī | terrēris | terrēminī | peteris  | petiminī | audīris  | audīminī  |
| 3. Person | portātur | portantur | terrētur | terrentur | petitur  | petuntur | audītur  | audiuntur |

Das Passiv wird im Perfekt, Plusquamperfekt und Futur II analytisch durch Verbindung des Partizip Perfekt Passiv (PPP) mit den flektierten Formen des Hilfsverbs esse gebildet. Das Partizip wird hierbei, anders als im Deutschen und wie heute noch beispielsweise im Italienischen, nach Numerus und Genus dekliniert – wenn also zum Beispiel als Passiv-Subjekt eine Frau gemeint ist, erhält das PPP die Endung -a, bei mehreren Frauen die feminine Plural-Endung -ae. Die folgenden Tabellen zeigen die Formen für das Maskulinum (-us bzw. Plural -i), für die femininen und neutralen Formen sind diese Endungen also entsprechend zu ersetzen.
Der Perfekt Passiv Indikativ wird mittels des Indikativs des Hilfsverbs gebildet:
| Beispiele            | portāre      | portāre       | terrēre      | terrēre       | petere      | petere       | audīre      | audīre       |
| Numerus              | Singular     | Plural        | Singular     | Plural        | Singular    | Plural       | Singular    | Plural       |
| -------------------- | ------------ | ------------- | ------------ | ------------- | ----------- | ------------ | ----------- | ------------ |
| 1. Person (maskulin) | portātus sum | portātī sumus | territus sum | territī sumus | petītus sum | petītī sumus | audītus sum | audītī sumus |
| 2. Person (maskulin) | portātus es  | portātī estis | territus es  | territī estis | petītus es  | petītī estis | audītus es  | audītī estis |
| 3. Person (maskulin) | portātus est | portātī sunt  | territus est | territī sunt  | petītus est | petītī sunt  | audītus est | audītī sunt  |

Der Perfekt Passiv Konjunktiv wird mittels des Konjunktivs des Hilfsverbs gebildet:
| Beispiele         | portāre      | portāre       | terrēre      | terrēre       | petere      | petere       | audīre      | audīre       |
| Numerus           | Singular     | Plural        | Singular     | Plural        | Singular    | Plural       | Singular    | Plural       |
| ----------------- | ------------ | ------------- | ------------ | ------------- | ----------- | ------------ | ----------- | ------------ |
| 1. Person (mask.) | portātus sim | portātī sīmus | territus sim | territī sīmus | petītus sim | petītī sīmus | audītus sim | audītī sīmus |
| 2. Person (mask.) | portātus sīs | portātī sītis | territus sīs | territī sītis | petītus sīs | petītī sītis | audītus sīs | audītī sītis |
| 3. Person (mask.) | portātus sit | portātī sint  | territus sit | territī sint  | petītus sit | petītī sint  | audītus sit | audītī sint  |

Im Passiv des Plusquamperfekt wird das Hilfsverb im Imperfekt (Indikativ bzw. Konjunktiv) verwendet:
| Beispiele         | portāre       | portāre        | terrēre       | terrēre        | petere       | petere        | audīre       | audīre        |
| Numerus           | Singular      | Plural         | Singular      | Plural         | Singular     | Plural        | Singular     | Plural        |
| ----------------- | ------------- | -------------- | ------------- | -------------- | ------------ | ------------- | ------------ | ------------- |
| 1. Person (mask.) | portātus eram | portātī erāmus | territus eram | territī erāmus | petītus eram | petītī erāmus | audītus eram | audītī erāmus |
| 2. Person (mask.) | portātus erās | portātī erātis | territus erās | territī erātis | petītus erās | petītī erātis | audītus erās | audītī erātis |
| 3. Person (mask.) | portātus erat | portātī erant  | territus erat | territī erant  | petītus erat | petītī erant  | audītus erat | audītī erant  |

| Beispiele         | portāre        | portāre         | terrēre        | terrēre         | petere        | petere         | audīre        | audīre         |
| Numerus           | Singular       | Plural          | Singular       | Plural          | Singular      | Plural         | Singular      | Plural         |
| ----------------- | -------------- | --------------- | -------------- | --------------- | ------------- | -------------- | ------------- | -------------- |
| 1. Person (mask.) | portātus essem | portātī essēmus | territus essem | territī essēmus | petītus essem | petītī essēmus | audītus essem | audītī essēmus |
| 2. Person (mask.) | portātus essēs | portātī essētis | territus essēs | territī essētis | petītus essēs | petītī essētis | audītus essēs | audītī essētis |
| 3. Person (mask.) | portātus esset | portātī essent  | territus esset | territī essent  | petītus esset | petītī essent  | audītus esset | audītī essent  |

Das Futur II Passiv wird mittels des Hilfsverbs im Futur gebildet. Hier existiert kein Konjunktiv.
| Beispiele         | portāre       | portāre        | terrēre       | terrēre        | petere       | petere        | audīre       | audīre        |
| Numerus           | Singular      | Plural         | Singular      | Plural         | Singular     | Plural        | Singular     | Plural        |
| ----------------- | ------------- | -------------- | ------------- | -------------- | ------------ | ------------- | ------------ | ------------- |
| 1. Person (mask.) | portātus erō  | portātī erimus | territus erō  | territī erimus | petītus erō  | petītī erimus | audītus erō  | audītī erimus |
| 2. Person (mask.) | portātus eris | portātī eritis | territus eris | territī eritis | petītus eris | petītī eritis | audītus eris | audītī eritis |
| 3. Person (mask.) | portātus erit | portātī erunt  | territus erit | territī erunt  | petītus erit | petītī erunt  | audītus erit | audītī erunt  |

### Coniugatio periphrastica
In seltenen Kontexten reichen die nach Schema gebildeten Verbformen nicht zur Bedeutungsklärung aus; insbesondere da, wo futurische Konjunktive gebraucht werden müssten, ist eine sekundäre Füllung dieser Funktionsstelle vonnöten; hier treten dann umschreibende Formen (die sogenannte coniugatio periphrastica) ein. In der lateinischen Grammatik werden im weitesten Sinne alle Verbalkomplexe, die esse als finiten und ein Partizip als infiniten Bestandteil haben, als periphrastische/umschreibende Konjugation oder coniugatio periphrastica bezeichnet; im engeren Sinne werden nur die mit den Konjugationsformen des Verbs esse (sum, eras, fuit, erimus, fueritis, fuerant …) verbundenen Futurpartizipien als Formen der coniugatio periphrastica angesehen.
Letztere Formen drücken aus:
- unmittelbar Bevorstehendes: Te visitaturus sum – „Ich bin im Begriff, dich zu besuchen“,
- eine Intention (Absicht), einen Willen (siehe Optativ und Voluntativ): Te visurus eram – „Ich wollte dich sehen, hatte vor, dich zu sehen, war willens dich zu sehen“ oder auch
- in der Funktion eines Konditionalis eine Bedingung: Si amici futuri sumus – „Wenn wir Freunde sein wollen“.

### Infinite Verbformen
Das sind im Lateinischen der Infinitiv, das Partizip, das Gerundium, das Gerundivum und das Supinum.
Der Infinitiv tritt auf als Infinitiv der Gleichzeitigkeit (Infinitiv Präsens), der Vorzeitigkeit (Infinitiv Perfekt) und der Nachzeitigkeit (Infinitiv Futur), im Aktiv und im Passiv, z. B.: delere „zerstören“, deleri „zerstört werden“, delevisse „zerstört haben“, deletum esse „zerstört worden sein“, deleturum esse „künftig zerstören“, deletum iri „künftig zerstört werden“.
Im Präsens hat der Infinitiv folgende Formen:
Aktiv:
- -are für die 1. Konjugation
- -ēre für die 2. Konjugation
- -ĕre für die 3. Konjugation
- -ire für die 4. Konjugation

Passiv:
- -ari für die 1. Konjugation
- -ēri für die 2. Konjugation
- -i   für die 3. Konjugation
- -iri für die 4. Konjugation

Im Perfekt Aktiv lautet der Infinitiv auf -isse, wobei selbstverständlich der Perfektstamm verwendet werden muss: amavisse („geliebt haben“). Der Infinitiv des Perfekt Passiv wird analytisch mit dem Partizip Perfekt Passiv (PPP) und esse („sein“) gebildet: amatus esse („geliebt worden sein“).
Das Partizip (ein Verbaladjektiv) gibt es in den Varianten Gleichzeitigkeit/Aktiv (PPA) (Signal -nt-), Vorzeitigkeit/Passiv (PPP) (Signal meist -t- oder -s-) und Nachzeitigkeit/Aktiv (PFA) (Signal fast ausnahmslos -ur- an den sogenannten Supinstamm), beispielsweise delens (aus *delent-s) „zerstörend“, deletus „zerstört“, deleturus „künftig zerstörend“.
Als Gerundium, deutsch auch Gerund, ein Verbalsubstantiv, bezeichnet man traditionell den substantivierten Infinitiv, der im Nominativ oder Akkusativ wie ein Substantiv gebraucht werden kann (vincere placet „das Siegen gefällt uns“, laudare amamus „wir lieben es, zu loben“). Für die übrigen Kasus – und nach Präpositionen auch für den Akkusativ – bildet es eigene Formen auf -nd-; z. B.: in delendo „beim Zerstören“, ad delendum/delendi causa „um zu zerstören“. (In der Schulgrammatik ist es üblich, „laudare, laudandi, laudando, ad laudandum, laudando“ durchzudeklinieren; ob dies sachlich gerechtfertigt ist oder nur die eigenen Formen „Gerundium“ genannt werden sollten, kann hier offenbleiben.)
Das Gerundivum, deutsch auch Gerundiv, (ebenfalls ein Verbaladjektiv, auch als Partizip Futur Passiv bezeichnet) wird mit der Endung -ndus/-nda/-ndum gebildet und nach der a/o-Deklination gebeugt. Es drückt, als Prädikatsnomen oder Attribut gebraucht, eine Notwendigkeit, eine Empfehlung oder ein Verbot aus und entspricht dann der deutschen Konstruktion „zu“ mit Partizip I oder wird bevorzugt durch eine Umschreibung ausgedrückt, zum Beispiel faciendum: „das zu Tuende“ oder besser „das, was zu tun ist / das, was getan werden muss“. Bei prädikativem Gebrauch kann es auch (und häufiger) das Gerundium ersetzen, beispielsweise in Carthagine delenda (mit Gerundiv) statt seltenerem in Carthaginem delendo (mit Gerund) „bei der Zerstörung Karthagos“.
Das Supinum (ebenfalls ein Verbalsubstantiv) hat keine Entsprechung im Deutschen. Es wird gebildet wie das Partizip Perfekt Passiv – jedoch nach der u-Deklination – und hat die Endung -um (Supinum I) respektive -u (Supinum II). Es stellt erstarrte Fälle mit finalem Sinn dar; z. B.: deletum venio „ich komme, um zu zerstören“, horribile dictu „schrecklich zu sagen“.

### Verkürzte Verbformen, verlängerte Verbformen und Archaismen
Des Öfteren erscheinen folgende Kurzformen, Langformen oder Archaismen:
- Im Perfekt entfällt das Infix -ve/vi- vor einer mit „r“ oder „s“ anlautenden Endung, beispielsweise lauda(vi)sti „du hast gelobt“, lauda(ve)runt „sie haben gelobt“, lauda(vi)sse „gelobt (zu) haben“ usw. usf.
- Der Infinitiv Präsens Passiv endet auch auf -rier (statt auf -ri).
- Die Form der 2. Person Singular erscheint im Passiv als -re (statt -ris), z. B.: laudare „du wirst gelobt“ (im Indikativ Präsens Passiv gleichlautend mit dem Infinitiv Präsens Aktiv laudare „loben“).
- Bei den Imperativen dic!, duc!, fac!, fer!, ai!, es! „sag(e)!, führ(e)!, tu(e)!, trag(e)!, behaupte!, sei!“ liegt Apokope (Erosion des Stammvokals e) vor.
- Passivform des Imperativ Futur der 2. und 3. Person Singular ist in älterer Sprache auch -mino (statt -tor).

### Irreguläre Verben
Das lateinische kennt eine Reihe irregulärer Verben (1. Pers. Sing. Präs. Akt. Ind., Infinitiv, 1. Pers. Sing. Perf. Akt., soweit vorhanden: PPP):
- sum, esse, fuī, futūrum („sein“; futūrum ist das PFA)
- possum, posse, potuī („können“)
- eō, īre, īvī/iī, ītum („gehen“)
- volō, velle, voluī („wollen“)
- nōlō, nōlle, nōluī („nicht wollen“)
- mālō, mālle, māluī („lieber wollen, vorziehen“)
- ferō, ferre, tulī, lātum („tragen“)
- fīō, fierī, factus sum („werden“)
- edō, ēsse/edere, ēdī, ēsum („essen“)

#### Hilfsverbesse
| Numerus         | Numerus      | Singular | Singular | Singular | Plural    | Plural    | Plural   |
| Person          | Person       | 1. Pers. | 2. Pers. | 3. Pers. | 1. Pers.  | 2. Pers.  | 3. Pers. |
| --------------- | ------------ | -------- | -------- | -------- | --------- | --------- | -------- |
| Präsens         | Indikativ    | sum      | es       | est      | sumus     | estis     | sunt     |
| Präsens         | Konjunktiv   | sim      | sis      | sit      | simus     | sitis     | sint     |
| Imperfekt       | Indikativ    | eram     | eras     | erat     | eramus    | eratis    | erant    |
| Imperfekt       | Konjunktiv   | essem    | esses    | esset    | essemus   | essetis   | essent   |
| Perfekt         | Indikativ    | fui      | fuisti   | fuit     | fuimus    | fuistis   | fuerunt  |
| Perfekt         | Konjunktiv   | fuerim   | fueris   | fuerit   | fuerimus  | fueritis  | fuerint  |
| Plusquamperfekt | Indikativ    | fueram   | fueras   | fuerat   | fueramus  | fueratis  | fuerant  |
| Plusquamperfekt | Konjunktiv   | fuissem  | fuisses  | fuisset  | fuissemus | fuissetis | fuissent |
| Futur           | Futur        | ero      | eris     | erit     | erimus    | eritis    | erunt    |
| Futur II        | Futur II     | fuero    | fueris   | fuerit   | fuerimus  | fueritis  | fuerint  |
| Imperativ I     | Imperativ I  |          | es       |          |           | este      |          |
| Imperativ II    | Imperativ II |          | esto     | esto     |           | estote    | sunto    |

## Satzwertige Konstruktionen

### Der Accusativus cum infinitivo (AcI)
Der lateinische Accusativus cum infinitivo (AcI) ist eine Infinitivkonstruktion, die meist von einem Verb der Wahrnehmung, des Wissens oder des Sprechens (verba sentiendi et dicendi) oder von einem bestimmten Ausdruck abhängig ist. Er nimmt die Position des Objekts ein und wird damit auch mit einem Objektsatz in Form eines dass-Satzes übersetzt. Bei der Übersetzung wird der im Namen steckende Akkusativ (accusativus) zum Subjekt und der Infinitiv (infinitivum) zum Vollverb des Objektsatzes, der durch die Konjunktion „dass“ eingeleitet wird. Um das Tempus des Vollverbs zu bestimmen, wird das Tempus des Infinitivs benötigt:
- Infinitiv Präsens steht für Gleichzeitigkeit zum Vollverb im Hauptsatz (vergleiche Beispiel 1)
- Infinitiv Perfekt steht für Vorzeitigkeit zum Vollverb im Hauptsatz (vergleiche Beispiel 2)
- Infinitiv Futur steht für Nachzeitigkeit zum Vollverb im Hauptsatz (vergleiche Beispiel 3)

Beispiel 1:

Num putas me scribere tantum posse?

„Glaubst du etwa, dass ich nur schreiben kann?“
Beispiel 2:

Ego quoque Lucullo ingenium egregium fuisse accepi.

„Auch ich habe erfahren, dass Lucullus’ Begabung ausgezeichnet war.“
Beispiel 3:

Spero eum mox cum militibus Romam venturum esse.

„Ich hoffe, dass er bald mit den Soldaten nach Rom kommen wird.“

### Nominativus cum Infinitivo (NcI)
Der lateinische Nominativus cum Infinitivo (NcI) ist eine Infinitivkonstruktion, die meist von einem Verb in der 3. Person Singular Passiv abhängig ist. Der NcI nimmt die Position des Subjekts ein und wird damit auch mit einem Subjektsatz in Form eines dass-Satzes übersetzt. Das Vollverb des Hauptsatzes wird mit Passiv und Neutrum übersetzt, woraufhin der Subjektsatz mit der einleitenden Konjunktion „dass“ folgt. Der Nominativ des NcI wird zum Subjekt und der Infinitiv zum Vollverb des Subjektsatzes. Für das Tempus des Verbs gelten die gleichen Regeln wie beim AcI:
- Infinitiv Präsens steht für Gleichzeitigkeit zum Vollverb im Hauptsatz
- Infinitiv Perfekt steht für Vorzeitigkeit zum Vollverb im Hauptsatz
- Infinitiv Futur steht für Nachzeitigkeit zum Vollverb im Hauptsatz

Wenn man eine freiere Übersetzung des NcI anstrebt, kann man durch Verwendung des unpersönlichen Pronomens „man“ den Hauptsatz „aktivisieren“ und den NcI wie den AcI mit einem Objektsatz übersetzen.
Beispiel:

Hercules filius Iovis fuisse dicitur.

wörtliche Übersetzung: „Es wird gesagt, dass Herkules ein Sohn Jupiters gewesen ist.“

freie Übersetzung: „Man sagt, dass Herkules ein Sohn Jupiters gewesen ist.“

### Das Participium conjunctum (PC)
Das Participium conjunctum (PC) ist eine Partizipialkonstruktion, die in einen Satz eingebettet ist. Es erstreckt sich von einem Nomen oder einem Pronomen, das die Funktion eines Nomens einnimmt, bis zu einem Partizip. Nomen oder Pronomen stehen in der KNG-Kongruenz zum Partizip. Zwischen Nomen/Pronomen und Partizip steht der Rest des PC.

#### Die Übersetzung des PC
Die Übersetzung des PC kann über zweierlei Arten erfolgen:
- durch einen Relativsatz
- durch einen Adverbialsatz

##### Durch einen Relativsatz
Schritt-für-Schritt-Anleitung:
- Hauptsatz übersetzen
- Tempus des Relativsatzes bestimmen (siehe unten)
- Relativsatz bilden

Das Tempus des Relativsatzes lässt sich mithilfe des Tempus des Partizips ermitteln:
- Partizip Präsens Aktiv steht für Gleichzeitigkeit zum Vollverb des Hauptsatzes (vergleiche Beispiel 1)
- Partizip Perfekt Passiv steht für Vorzeitigkeit zum Vollverb des Hauptsatzes (vergleiche Beispiel 2)
- Partizip Futur Aktiv steht für Nachzeitigkeit zum Vollverb des Hauptsatzes (vergleiche Beispiel 3)

Beispiel 1:

Barbari feri Rhenum et Mosellam oppugnantes oppida Romana circumveniunt.

„Die wilden Barbaren, die den Rhein und die Mosel angreifen, umzingeln die römischen Städte.“
Beispiel 2:

Alii principes civitatis adventu exercitus Romani territi ex vicis et oppidis ad Caesarem venerunt, ut de suis rebus cum eo agerent.

„Andere führende Männer eines Staates, die die Ankunft des römischen Heeres erschreckt hat, kamen aus den Dörfern und Städten zu Caesar, um über ihre Sachen mit diesem zu verhandeln.“
Beispiel 3:

Servus dominam villam intraturam salutat.

„Der Sklave grüßt die Herrin, die das Haus betreten will.“

##### Durch einen Adverbialsatz
Schritt-für-Schritt-Anleitung:
- Hauptsatz übersetzen
- Sinnrichtung des PC ermitteln (temporal, kausal, modal, konzessiv, konditional)
- Tempus des Adverbialsatzes bestimmen (siehe unten)
- Adverbialsatz bilden

Das Tempus des Adverbialsatzes lässt sich mithilfe des Tempus des Partizips ermitteln:
- Partizip Präsens Aktiv steht für Gleichzeitigkeit zum Vollverb des Hauptsatzes (vergleiche Beispiel 1)
- Partizip Perfekt Passiv steht für Vorzeitigkeit zum Vollverb des Hauptsatzes (vergleiche Beispiel 2)
- Partizip Futur Aktiv steht für Nachzeitigkeit zum Vollverb des Hauptsatzes (vergleiche Beispiel 3)

Beispiel 1:

Barbari feri Rhenum et Mosellam oppugnantes oppida Romana circumveniunt.

„Als die wilden Barbaren den Rhein und die Mosel angreifen, umzingeln sie die römischen Städte.“
Beispiel 2:

Alii principes civitatis adventu exercitus Romani territi ex vicis et oppidis ad Caesarem venerunt, ut de suis rebus cum eo agerent.

„Nachdem andere führende Männer eines Staates die Ankunft des römischen Heeres erschreckt hat, kamen sie aus den Dörfern und Städten zu Caesar um über ihre Sachen mit diesem zu verhandeln.“
Beispiel 3:

Germani, cum nuper contra Romanos pugnarent, me consulturi venerunt.

„Als die Germanen neulich gegen die Römer kämpften, kamen sie, um mich zu befragen.“

### Der Ablativus absolutus (Abl. abs.)
Der Ablativus absolutus (Abl. abs.) ist eine Sonderform des PC. Das Partizip und das Bezugswort stehen hier im Ablativ. Die Nachzeitigkeit kann allerdings nicht verwendet werden, sondern nur Vor- und Gleichzeitigkeit.
Beispiel 1: Gleichzeitigkeit: Te regente nemo inopia laborat.
Beispiel 2: Vorzeitigkeit: Qua re audita celeriter ad theatrum ibam.

#### Die Übersetzung des Abl. abs.
Die Übersetzung des Ablativus absolutus entspricht genau der des Participium conjunctum:
Beispiel 1:

Te regente nemo inopia laborat.

„Wenn du herrschst, leidet niemand an Not.“
Beispiel 2:

Qua re audita celeriter ad theatrum ibam.

„Nachdem ich diese Sache gehört hatte, ging ich schnell zum Theater.“

#### Lexikalisierter Gebrauch
Manche Substantive oder Adjektive kommen als Prädikat eines Ablativus absolutus in einer Weise vor, dass sie in ihrer Bedeutung teilweise erstarrt sind und im Deutschen einem Adverbial entsprechen, das nicht mehr satzwertig ist. Beispiele (hier mit dem Eigennamen Creon, Ablativ Creonte):
- Zu auctor „Urheber“: Creonte auctore „auf Veranlassung Kreons“
- Zu dux „Führer“: Creonte duce „unter der Führung des Kreon“
- Zu invitus (Adj.) „unfreiwillig“: Creonte invito „gegen den Willen Kreons“

## Syntax

### Nominativ-Akkusativ-Sprache; Kongruenz
Das Lateinische ist, wie auch die übrigen alten und die meisten rezenten indogermanischen Sprachen (so auch das Deutsche), eine Nominativ-Akkusativ-Sprache und hierin von den Ergativsprachen zu unterscheiden. Das Satzsubjekt steht im Grundkasus, dem Nominativ, das direkte Objekt steht im Akkusativ, das Prädikat kongruiert mit dem Subjekt. In Passivkonstruktionen steht dagegen das logische Objekt im Nominativ und das Prädikat kongruiert mit diesem.
Ein weiteres von der indogermanischen Ursprache ererbtes Merkmal ist die Kongruenz zwischen Adjektivattribut und Bezugswort. Ersteres muss mit letzterem hinsichtlich Kasus, Numerus und Genus (KNG-Kongruenz) übereinstimmen:
- puer pulcher („ein schöner Knabe“; Nominativ Singular Maskulinum)
- puella pulchra („ein schönes Mädchen“; Nominativ Singular Femininum)
- pueris pulchris („den schönen Knaben“; Dativ Plural)
- puellarum pulchrarum („der schönen Mädchen“; Genitiv Plural Femininum)

### Synthetischer Sprachbau
Das Lateinische weist einen stark synthetischen Sprachtyp auf, das heißt, grammatische Funktionen bzw. Beziehungen zwischen Wörtern und Teilsätzen werden häufig eher durch Endungen als durch Partikeln bzw. Funktionswörter ausgedrückt. Das Lateinische verwirklicht diesen Typ stärker als die meisten modernen europäischen Sprachen. Die Ausdrucksweise des Lateinischen erscheint durch diesen Wesenszug der Sprache sehr kompakt bzw. dicht. Diese Eigenschaft kann als eine der wesentlichen Schwierigkeiten beim Erlernen der lateinischen Sprache gelten. Die folgenden Beispielsätze verdeutlichen den Unterschied zwischen synthetischem und analytischem Sprachbau im Lateinischen und Deutschen:
- Cedamus amori. – „Lasst uns der Liebe nachgeben.“
Um den Modus des Adhortativs auszudrücken, benötigt das Deutsche ein modales Hilfsverb, das noch dazu von einem Reflexivpronomen begleitet werden muss („lasst uns“), während das Lateinische den Modus durch ein Affix (-a-) ausrückt. Der Artikel bildet im Deutschen ein separates grammatisches Wort, während die Information über Bestimmtheit/Unbestimmtheit im Lateinischen implizit bleibt.

- Augusto regente pax erat in toto imperio Romano. – „Als/weil Augustus regierte, herrschte im ganzen römischen Reich Friede.“
Augusto regente ist ein sogenannter Ablativus absolutus (Abl. abs.), der im Deutschen (analytisch) durch einen temporalen oder kausalen, gegebenenfalls auch adversativen Nebensatz wiedergegeben wird. Wie man sieht, genügt es im Lateinischen, die Phrase aus Substantiv und Partizip Präsens in den Ablativ zu setzen, um dieselbe Information zu transportieren wie der Nebensatz im Deutschen. Eine nebensatzeinleitende Konjunktion wie im Deutschen ist in dieser Konstruktion des Lateinischen nicht notwendig.

- Imperatorem venisse audit. – „Er hört, dass der Feldherr gekommen ist.“
Hierbei handelt es sich um einen Accusativus cum infinitivo (AcI); der deutsche Nebensatz wird durch imperatorem (Akkusativ) und das Verb venire („kommen“) im Infinitiv ausgedrückt. Auch hier zeigt das Lateinische eine deutlich dichtere Syntax als das Deutsche (drei Wörter statt sechs). Der AcI kann zwar im Deutschen im Prinzip auch gebildet werden, aber nicht wie hier zum Ausdruck einer Vorzeitigkeit. Daneben ist hier auch zu sehen, dass ein Personalpronomen für das Subjekt im Deutschen gesetzt werden muss, im Lateinischen nicht.

Da im Lateinischen das Subjekt am Verbum markiert wird, kann es weggelassen werden, wenn aus dem Zusammenhang ersichtlich wird, wer oder was gemeint ist. Dieser Wesenszug ist in romanischen Sprachen (jedoch nicht im Französischen) erhalten. Im Lateinischen werden daher Personalpronomina seltener verwendet als im Deutschen. Vor allem die Personalpronomina der dritten Person werden als Subjekte nur verwendet, wenn diese hervorgehoben werden sollen – sie haben daher auch einen stärker demonstrativen Charakter als im Deutschen.

### Wortstellung
Die Wortstellung ist im Lateinischen verhältnismäßig frei, da die Beziehungen zwischen den Wörtern durch Affixe und ggf. Partikeln eindeutig bezeichnet werden, so dass es keiner weiteren Klarstellung durch eine feste Wortreihenfolge bedarf, wie dies insbesondere in Sprachen des isolierenden Sprachtypus, oftmals aber auch im Deutschen der Fall ist. Beispiel:
- Canis hominem mordet.
- Hominem canis mordet.

Beide Sätze sind grammatisch korrekt und mit „(Ein/Der) Hund beißt (einen/den) Mann“ zu übersetzen.
Trotz der freien Wortstellung zeigt das Lateinische eine klare Tendenz zur Wortstellung Subjekt-Objekt-Verb (SOV), wie sie in sehr vielen Sprachen anzutreffen ist. Von dieser Wortstellung wird zumindest in nicht-metrischer Dichtung meist nur dann abgewichen, wenn – etwa durch die Anfangsstellung eines Objekts – die Bedeutung eines bestimmten Satzglieds herausgestellt werden soll. In metrischer Dichtung dagegen folgt die Wortstellung regelmäßig eher den Zwängen des Metrums als grammatischen Gepflogenheiten – was das Textverständnis stark erschweren kann. Im folgenden Beispiel (Vergil, 10. Ekloge) treffen beide Gründe zusammen:
- Omnia vincit amor, et nos cedamus amori.
„Die Liebe besiegt alles [omnia – direktes Objekt], so wollen auch wir der Liebe nachgeben.“

Das Lateinische neigt dazu, eine nähere Bestimmung dem zu bestimmenden Nomen folgen zu lassen, das heißt, Adjektivattribute folgen in der Regel dem Bezugswort, Relativsätze schließen ebenfalls an das Bezugswort an. Bei Genitivkonstruktionen ist diese Tendenz allerdings weniger eindeutig. Das Lateinische kennt, ebenso wie das Deutsche, sowohl Präpositionen wie auch Postpositionen, wobei erstere überwiegen.